# Auslassen (Kürschnerei)

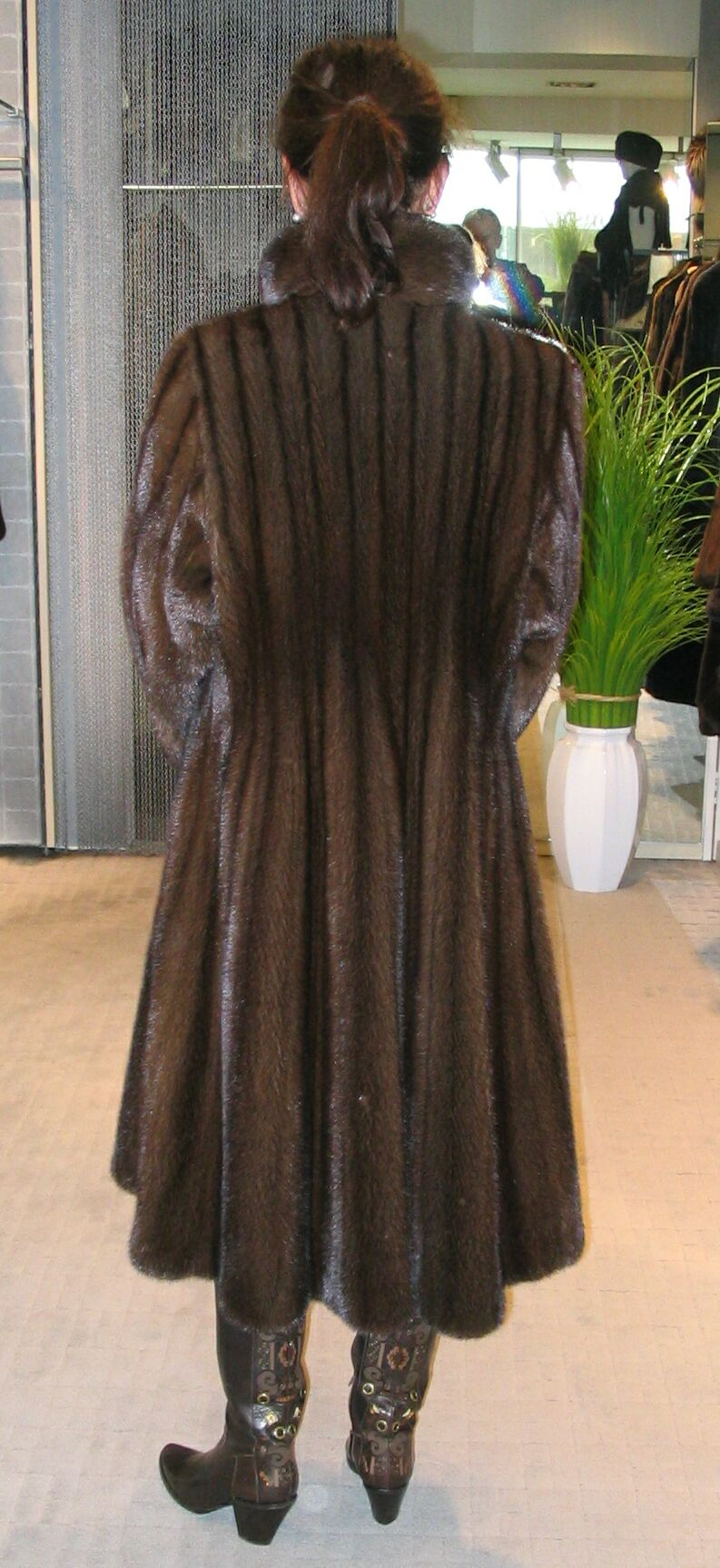
Lunaraine Nerzmantel in ausgelassener Verarbeitung (2008)

Das Auslassen oder die Auslasstechnik bezeichnet eine Arbeitsmethode der Kürschnerei, das Herstellen gewünschter Fellformen und eines gewünschten Fellaussehens durch das Verlängern von Fellen auf Kosten der Breite durch V- bzw. A-förmige Schnitte.
Wieder zusammengenäht entstehen schmale Streifen in der Länge des herzustellenden Kleidungsstücks, das als Nebeneffekt dadurch einen besonders fließenden Fall aufweist. Auch komplizierte Streifenführungen lassen sich hiermit verwirklichen. So wird die Taillierung eines Mantels durch die ebenfalls taillierten Streifen zusätzlich betont. Insbesondere in der Zeit des Zweiten Weltkriegs bis zum Ende des letzten Jahrhunderts wurden schätzungsweise um die 90 Prozent der Nerzmäntel ausgelassen verarbeitet. Für die neu hinzugekommenen Großmärkte Asiens einschließlich Russland sind Nerze in ausgelassener Verarbeitung auch heute ein Hauptartikel der Pelzmode.
Wohl jede geeignete Fellart wurde auch schon ausgelassen gearbeitet. Die hauptsächlichen dafür gebrauchten Fellsorten sind, auch einhergehend mit der Häufigkeit ihrer Nutzung, die Marderarten, allen voran der Nerz, gefolgt von Baum- und Steinmarder, Otter, Zobel, früher auch Skunks usw. Ungeeignet sind gefleckte Felle wie die heute nicht mehr genutzten Felle von Ozelot, Leopard und Jaguar, sehr kleine und flachhaarige Felle wie Hamster oder Wiesel. Bei Fellen mit zu kurzem Haar oder mit hartem Grannenhaar und wenig Unterwolle bleiben die Schnitte sichtbar, insbesondere beim Seehundfell. Neben der jeweiligen Mode spielt für die Entscheidung, ob die Felle arbeitsaufwändig ausgelassen oder nur übereinandergesetzt werden, die Frage der Wirtschaftlichkeit eine entscheidende Rolle, der erreichte Wertzuwachs muss dem Mehraufwand entsprechen. Häufig ausgelassene Felle waren beispielsweise auch Nutria, Bisam und Kanin, bis sich durch die in der Bundesrepublik erheblich gestiegenen Löhne etwa in den 1980er Jahren das Auslassen für diese preiswerteren Fellarten immer weniger lohnte.
Zum „unsichtbaren“ Auslassen eignen sich in erster Linie nur geradhaarige Fellarten, deren Haare lang und biegsam genug sind, um die durch das Nähen mit der Pelznähmaschine mit einer einfädigen Überwändlich-Kettenstich-Naht am Ledergrund auftretenden Haarverbiegungen bis zur Felloberfläche hin aufzufangen. Außerdem sollten möglichst keine extremen Haarlängen- und Haarfarbunterschiede vorhanden sein. Das lebhaftest geformte und gefärbte Haarkleid hat das Iltisfell, das damit ganz besondere Anforderungen an den Kürschner stellt, insbesondere bei einer ausgelassenen Verarbeitung.
Varianten sind unter anderem das seltener angewandte Einlassen, es erzielt die gegenteilige Wirkung, das Fell wird kürzer und breiter, und das Rundlassen.

## Allgemein, Geschichte
Vor der Entwicklung des Ein- und Auslassens wurde die Form eines Felles nur durch Strecken in die Länge oder die Breite verändert. Größere Längen oder Breiten wurden ausschließlich durch das Zusammennähen mehrerer Felle oder Fellteile erzielt.
Der Leipziger Pelzhändler Heinrich Lomer schreibt 1864: „Auf der vierten und fast schon auf der höchsten Stufe [der Pelzverarbeitung] stehen die Chinesen; sie wissen ihre Zobel, Eichhörnchen, Katzen,Füchse, Luchse und Tigerfelle gut zu bereiten, die Zusammenstellung der Felle ist musterhaft ordnungsmässig; sie verstehen das bei den Kürschnern sogenannte Auslassen und Einlassen der Felle, wodurch man z. B. ein Zobelfell durch verschiedene Einschnitte noch einmal so lang oder noch einmal so breit machen kann, wie es von Natur war, ohne dass man auf der Haarseite des Felles die Einschnitte und Näthe bemerkt.“
Folgt man den Kürschnermeistern und Gewerbelehrern Malm und Dietzsch, dann war es in Deutschland kurz nach dem Jahr 1850 der Kürschner Leberecht Giese aus Leipzig, der erstmals eine „seitliche Zunge“ schnitt (am Fellrand) und damit die Entwicklung nicht nur des heutigen „Zungeziehens“ (siehe unter → Anbrachen), sondern auch des Auslassens von Fellen anstieß. Der Geselle arbeitete in der Firma Starke im Geschäftshaus „Zur Goldenen Kanne“, Richard-Wagner-Straße, auf dem Gelände des heutigen „Seaside Parkhotels“.
Dagegen spricht jedoch, dass bereits 1837 für die Meisterprüfung im Fürstenbistum Würzburg unter anderem verlangt wird, einen Baummarder mit zwölf Zungen zur Länge von einer Elle auszulassen. Noch viel früher, Mitte des 16. Jahrhunderts, wird in ebenfalls in der Würzburger Meisterpüfungsordnung das „Ausslassen“ erwähnt, allerdings in einem Text, der für uns heute schwer zu deuten ist. Eine Zeichnung aus dem Jahr 1777 zeigt bereits das Auslassen eines Fells im sogenannten „Treppenschnitt“. An anderer Stelle wird als Beginn des Auslassens das Rundlassen durch einzelne Schnitte angenommen, deren erste Anwendungen im 19. Jahrhundert vermutet werden. Simon Greger beschreibt 1883 bereits, wie für ein Pelzfutter aus vier Zeilenhöhen die fehlende Länge nicht durch eine unschöne, zusätzliche halbe Zeile ergänzt wird, sondern durch das Auslassen der einzelnen Felle in jeder Zeilenhöhe.
Der Kürschnergeselle Wilhelm Schnell beschreibt in seinem Lebenslauf, dass in einer Wiener Kürschnerei, etwa im Jahr 1905, die Auslassnähte noch mit der Hand genäht wurden. Es war das Jahr, in dem die Wiener Kürschnergesellen mit Streikdrohung den 9-Stunden-Arbeitstag durchsetzten.

„Wir waren 4 Gesellen und 2 Lehrlinge. Während der Arbeit sassen wir auf kleinen Hockern an langen schmalen Tischen und nähten alles mit der Hand. Die beiden älteren Kollegen hatten ein Schossbrett auf den Knien und schnitten darauf zu. Da ich eine schöne Naht nähen konnte, ward ich bald beliebt und durfte auch zwecken helfen. Zum Schneiden kam ich natürlich nie. Der Wochenlohn betrug bei 10stündiger Arbeitszeit 22 Kronen. Was ich mit den Augen stehlen konnte, tat ich, war bestrebt, mich ins gute Licht zu setzen, dankbar für jeden Griff, der mir gezeigt wurde. Feh, Fehwamme, Skunks und geschorene Bisam auf Maulwurf gefärbt war die Mode des Jahres. Eine Maulwurf-Bisamjacke, die bestellt wurde, schnitt der Chef selbst zu und liess die Felle aus, ich selbst musste sie dann zusammennähen. Wochen vergingen, bis die Jacke fertig war.“

Erst durch die Erfindung der Pelznähmaschine (Balthasar Krems aus Mayen in der Eifel ist die Grundkonstruktion zuzuschreiben, etwa 1800) und späteren Einführung (nach 1870) wurde es wirtschaftlich sinnvoll, ganze Mäntel ausgelassen zu arbeiten, also mit einem auf Mantel- oder Jackenlänge veränderten Fell, oder noch aufwändiger, aus anderthalb, zwei oder mehr vorher ineinander geschnittenen Fellen. Auf der Pariser Weltausstellung zeigte Révillon Frêres 1900 die ersten Großteile aus ausgelassenen Nerzfellen, darunter ein bodenlanger Mantel aus 164 kanadischen Nerzfellen und einem Otterfell. Diese Teile waren jedoch noch ganz von Hand genäht, was allein für die Näherinnen bei diesem Mantel eine Arbeitszeit von 1400 Stunden bedingte. Die durch Fußpedale angetriebenen Pelznähmaschinen erfassten in den Nähten anfangs noch so viel Fell, dass sie für feinere Arbeiten nicht zu gebrauchen waren, schon gar nicht zum Nähen der schmalen Auslass-Schnittstreifen. Auch fehlten zu dieser Zeit wohl noch ausreichend „geübte Näherinnen“. Gegen diese Annahme spricht allerdings, dass Revillon Frères gleichzeitig eine Decke aus 22.000 Nerzschweifen ausstellte, „mit feinem Leder galloniert und mit der Maschiene [!] genäht“. Die schöne und exakte Arbeit erregte „allseitige Bewunderung“.

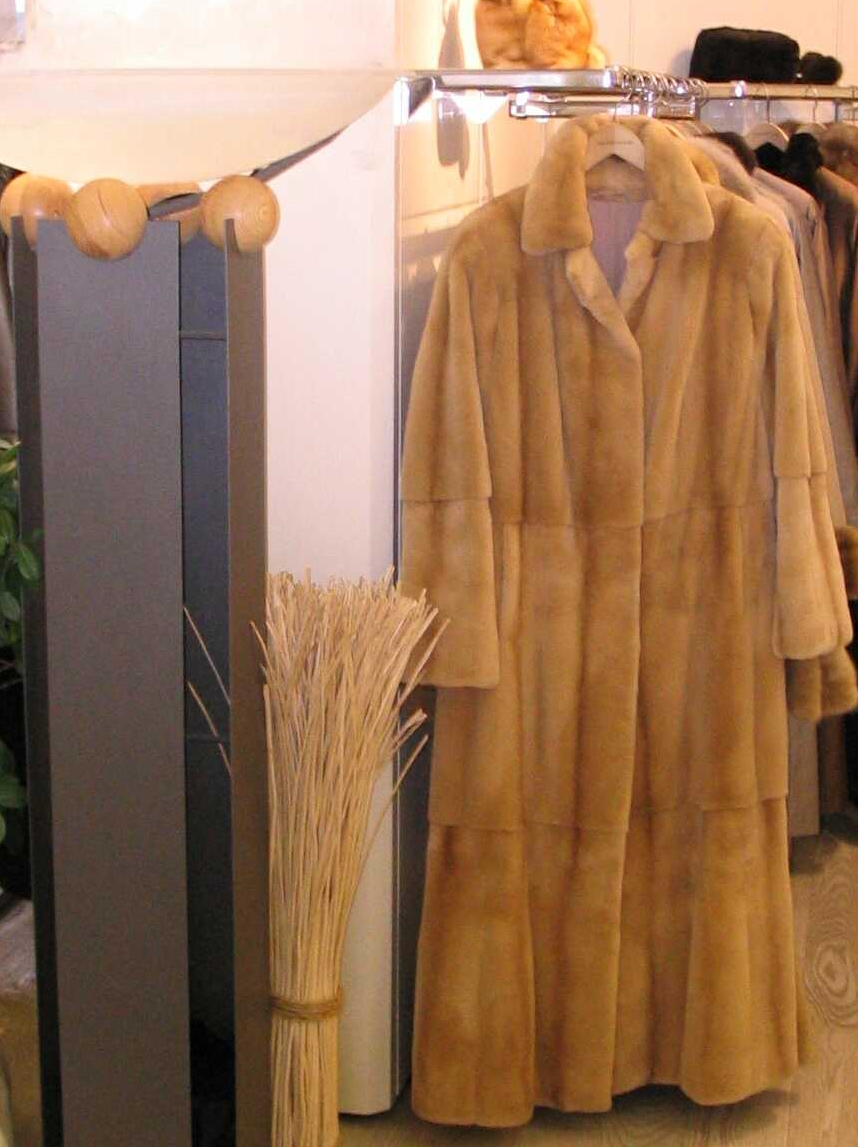
Nicht ausgelassener (aufgesetzter) Samtnerzmantel (Kiel, 2007)

Der amerikanische Kürschner und Fachautor Samuel Raphael hat vergeblich versucht herauszufinden, wo die Ursprünge des Auslassens zu finden sind. Er gelangte jedoch zu dem Schluss, dass die kommerzielle Nutzung der Arbeitstechnik Anfang des 20. Jahrhunderts mit der Skunksmode begann. Um 1916 wurden dann in den USA auch ausgelassene Nerzmäntel angeboten. Aus Leipzig wusste er zu berichten, dass dort um 1908 Nerzmäntel anstatt aus 2 ½ oder 3 übereinandergesetzten Fellen nur aus 2 Fellen gearbeitet wurde, der Rest war mit wenigen Doppel-Zickzack-Schnitten („N“) ausgelassen worden. Eine weitere Theorie, von der Raphael selber meint, dass sie etwas legendär anmutet, hat ihm sein Vater oft erzählt. Danach hatten vor langer Zeit, Sohn Samuel erinnert sich im Jahr 1948, französische Kürschner Nerzfelle an verschiedenen Stellen versehentlich schräg eingeschnitten. Beim Versuch, diese Felle zu reparieren, legte der Kürschner spiegelgleiche Schnitte auf die andere Fellhälfte und ließ sie nähen. Er stellte fest, dass diese Nähte von der Haarseite nicht zu sehen waren. Dieser Überlieferung nach erkannte er dabei, dass sich durch die Veränderung des Schnittwinkels beim Nähen ein Fell verlängern lässt. Heute wurden fast alle dafür verwendeten Pelzarten auch ausgelassen verarbeitet, die Arbeitstechnik ist jedoch vor allem mit der zoologischen Familie der Marder, und ganz besonders mit dem marderartigen Nerz, verbunden. Es spricht zwar vieles dafür, dass das Auslassen sich langsam entwickelte, letztlich bleibt es jedoch ungewiss, ob es nicht doch die Idee eines einzelnen Kürschners war.
Die Entscheidung, Felle ganzflächig für ein Kleidungsstück auszulassen, geschieht nicht eigentlich um das Fell zu verlängern, dies ist einfacher und vor allem preiswerter durch das schachbrettartige Zusammensetzen zu erreichen. Es ist die harmonische, das Modell unterstreichende Streifenzeichnung, im Gegensatz zu der rustikalen Optik rechteckig nebeneinander und übereinander genähter Felle, die die Designer hierzu veranlasst. Bestand anfangs noch eine gewisse Befürchtung, der Kunde könnte einen für ihn vielleicht als aus Stücken gearbeiteten erachteten Mantel für weniger wertvoll halten, setzte sich die Technik in den USA recht schnell durch, lohnte sich der hohe Aufwand doch vor allem bei den kostspieligeren Pelzarten. Von Amerika ausgehend kam die Mode ausgelassener Pelze nach dem Zweiten Weltkrieg, kriegsbedingt verspätet, auch verstärkt nach Europa. Die Kürschner probierten das Auslassen an praktisch allen, mehr oder weniger dazu geeigneten Fellarten, vom gelockten Persianer bis zum glatthaarigen Seehund, bei dem jeder Schnitt sichtbar wird.
Das Nähen mit der Pelznähmaschine erfordert große handwerkliche Übung und Geschicklichkeit. Das Einstreichen der Fellhaare erfolgt beim Auslassen am rationellsten mit den Daumen oder durch ein an der Maschine befindliches Gebläse, ansonsten mit dem Einstreicher, einem spitzen Stahlstift, heute meist verbunden mit einer Pinzette (Einstreichpinzette). Diese Arbeit wird in größeren Kürschnereien und in der Industrie von spezialisierten Arbeitskräften ausgeführt. In Deutschland waren es von Anfang an Pelznäherinnen, die schlechter bezahlt wurden als ihre männlichen Kürschnerkollegen. In den 1960er Jahren kamen aus der Pelznäherregion um die Stadt Kastoria griechische Näher nach Deutschland, sie brachten eine andere Nähtechnik mit. Anstatt die Haare Stück um Stück mit dem Einstreicher von den Nahtkanten fernzuhalten, sitzen sie vornübergebeugt, seitlich an der Nähmaschine und befördern die Haare mit Hilfe der Daumen und durch Pusten zurück auf die Fellseite. Damit können sie einen Auslassschnitt fast ohne Abzusetzen durchnähen. Innerhalb kurzer Zeit hatten sie damit die hiesige Nerznäherei übernommen. Größere Betriebe hatten „ihren Griechen“ im eigenen Betrieb, andere gaben das Nähen der Nerzstreifen in Lohnarbeit außer Haus.
Raphael nennt gegen Ende der 1940er Jahre als Fellarten, die zu der Zeit in Amerika eigentlich immer ausgelassen wurden: Zobel, Nerz, Marder, Kolinsky, Bassarisk, Füchse, geschorenen Biber, feine graue Naturpersianer, Lyraskunks, und für anspruchsvollere Bekleidung die ansonsten preiswerteren Arten Nutria, Opossum und Bisam. Dass die Methode, Nerze übereinanderzusetzen, jemals wiederkehren könnte, hielt er für extrem zweifelhaft, so unwahrscheinlich als wenn das „Küken in sein Ei zurückkehrt“.
Gegen Ende des 20. Jahrhunderts gestaltete man die Pelzmode immer sportlicher, weg vom eleganten Ausgehmantel, hin zum möglichst alltagstauglichen Kleidungsstück. Die Felle wurden wieder öfter übereinander gesetzt und seltener ausgelassen. In Mitteleuropa werden seitdem deutlich weniger ausgelassene Pelze hergestellt und angeboten, die Auslasskonfektion wurde großteils in der Kürschnerstadt Kastoria produziert, die auch andere Weltmärkte belieferte, viele griechische Pelznäher kehrten in ihre Heimat zurück. Der vormals außergewöhnlich große Pelzumsatz der Nachkriegszeit, vor allem in der Bundesrepublik Deutschland, sank erheblich, der Hauptumsatz für Pelz und auch die Herstellung verlagerte sich in die sich neu wirtschaftlich rasch entwickelnden Länder Asiens einschließlich Russland, insbesondere zum Pelzhandel in China, aber auch in andere Länder des Kontinents. Für Kastoria ist die Pelzherstellung und der Pelzhandel immer noch ein wichtiger Wirtschaftsfaktor, wenn auch um ein Mehrfaches geringer als zwischen 1950 und vor 2000.

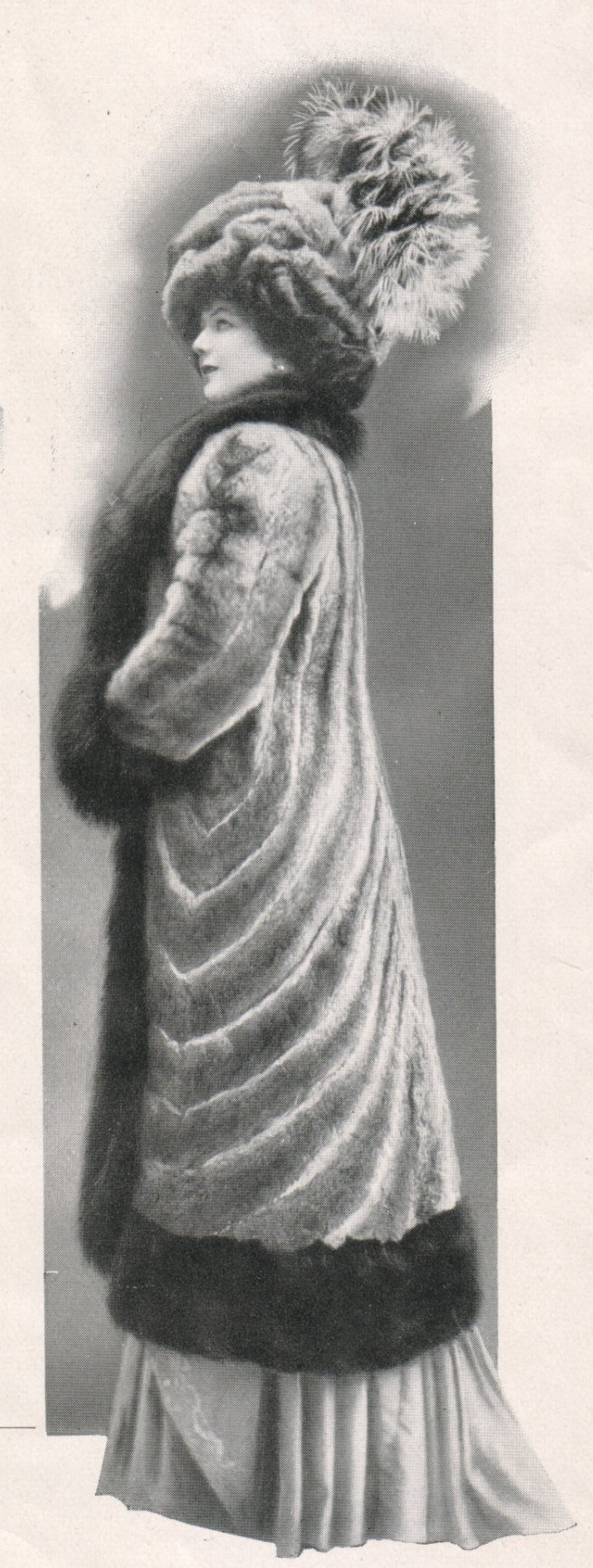
Opossum mit Waschbär (Herpich, Berlin, 1910)
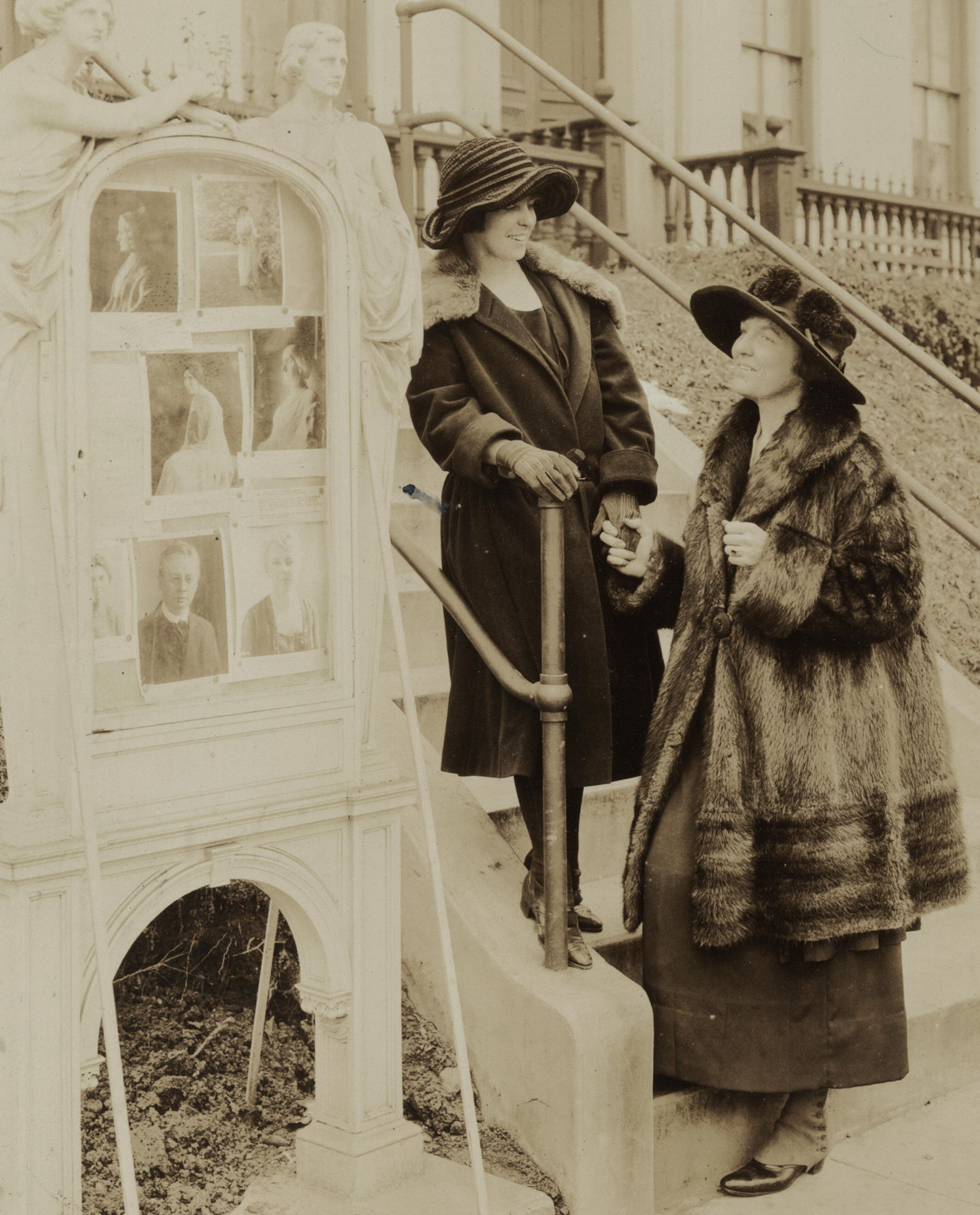
Suffragette in ausgelassenem Bibermantel (um 1923)
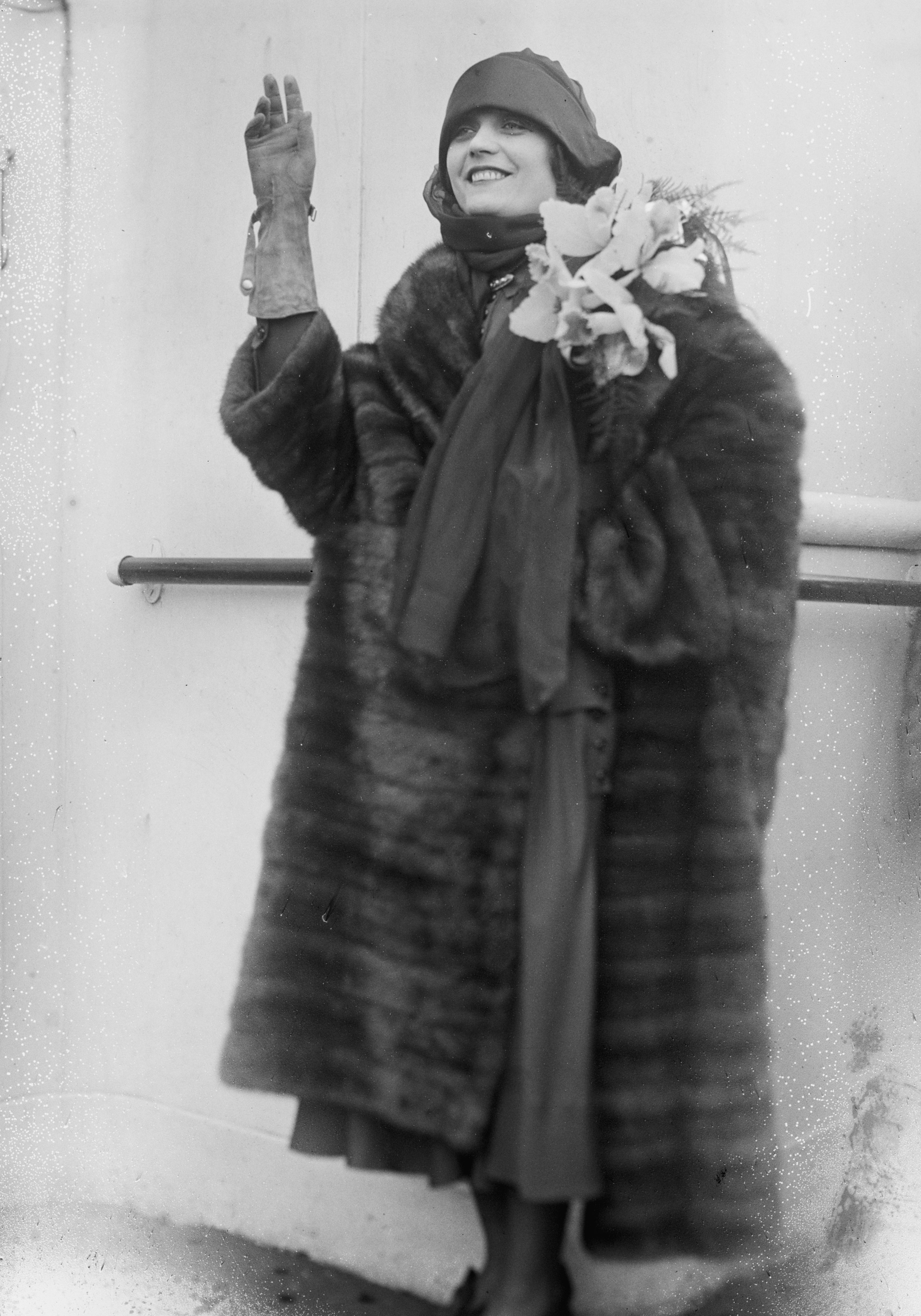
Schauspielerin Pola Negri in einem quer verarbeiteten, ausgelassenen Zobelmantel (1927)
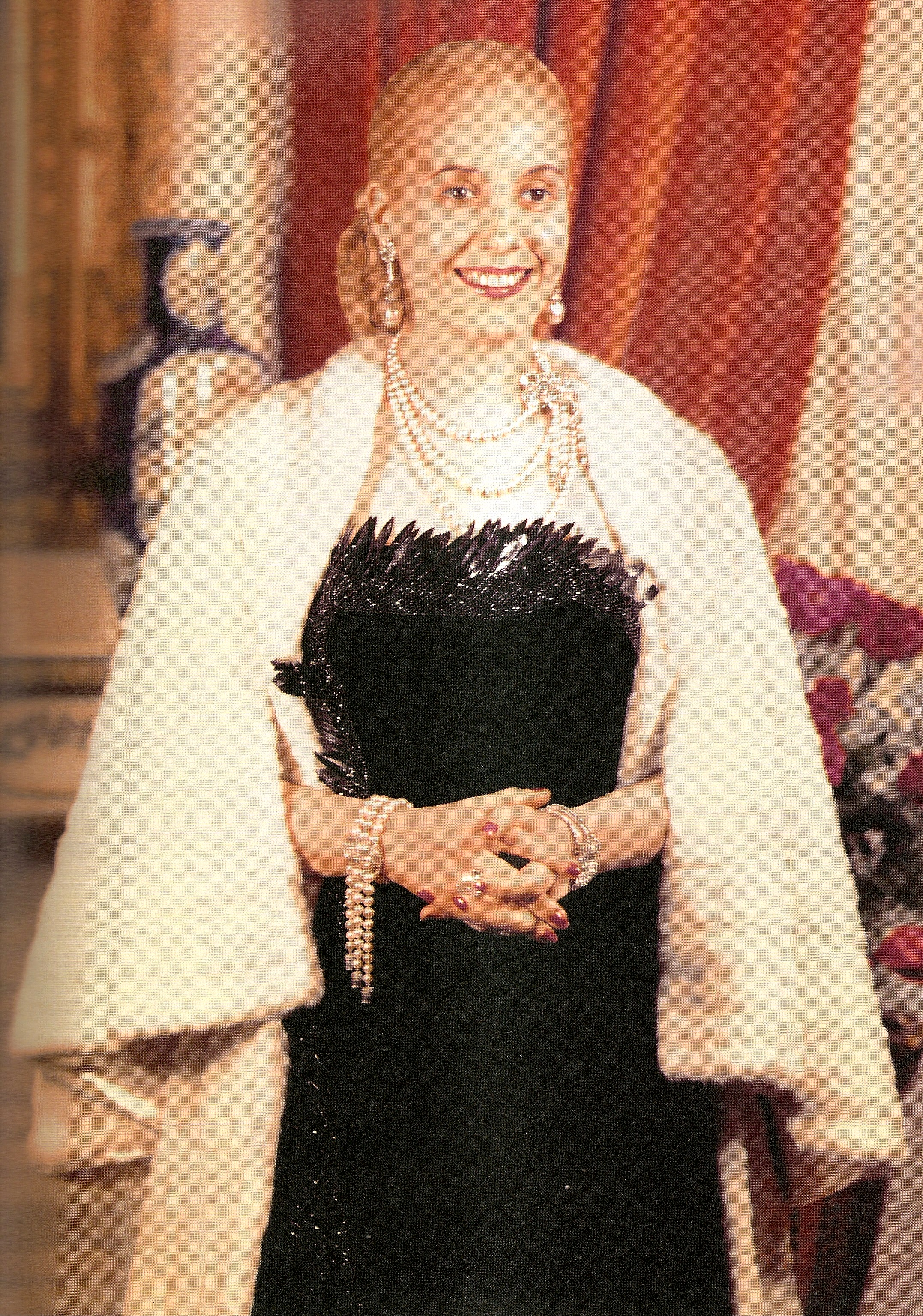
Eva Perón, ausgelassener Hermelin (1950)
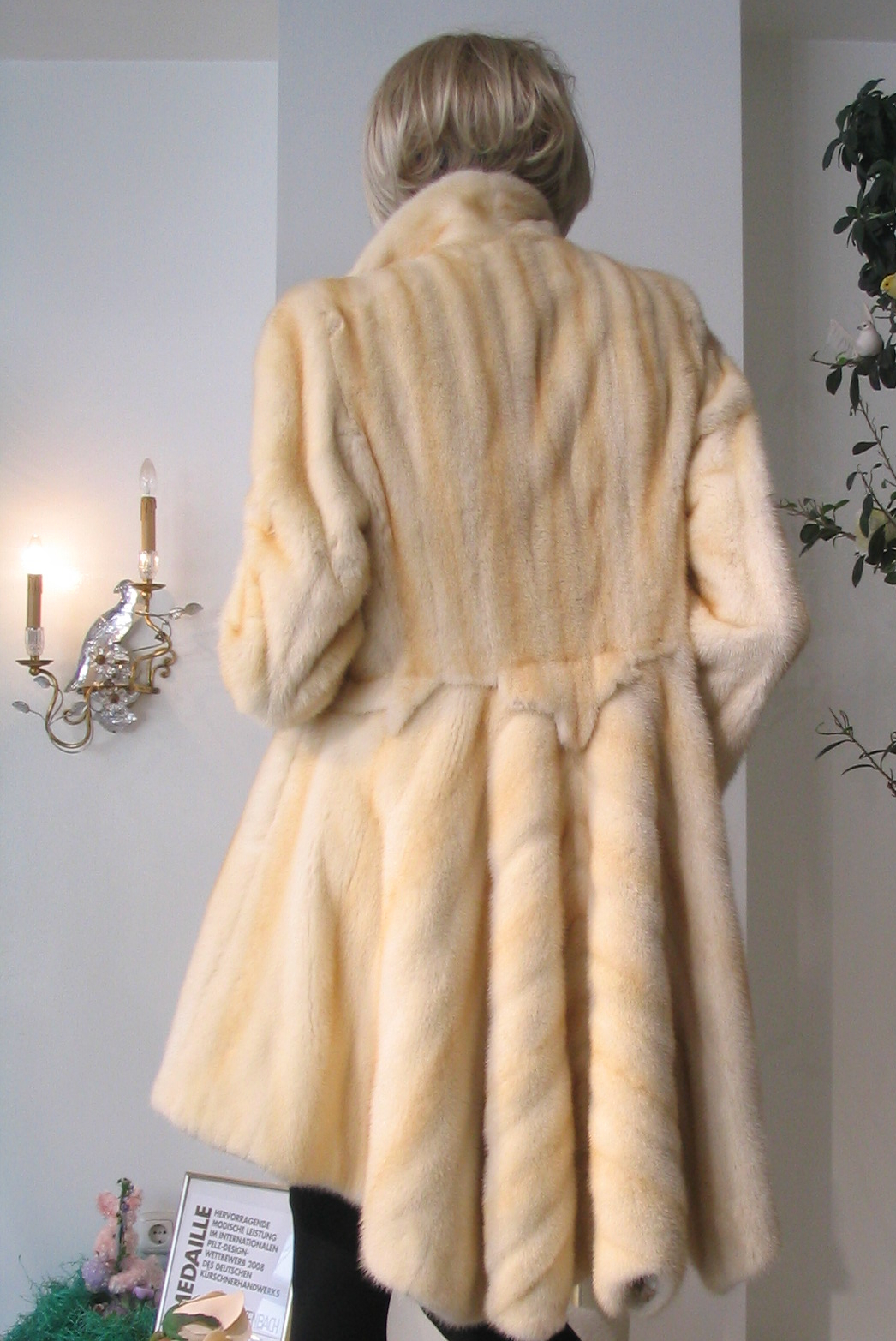
Palomino Nerzmantel (Düsseldorf, 2012)
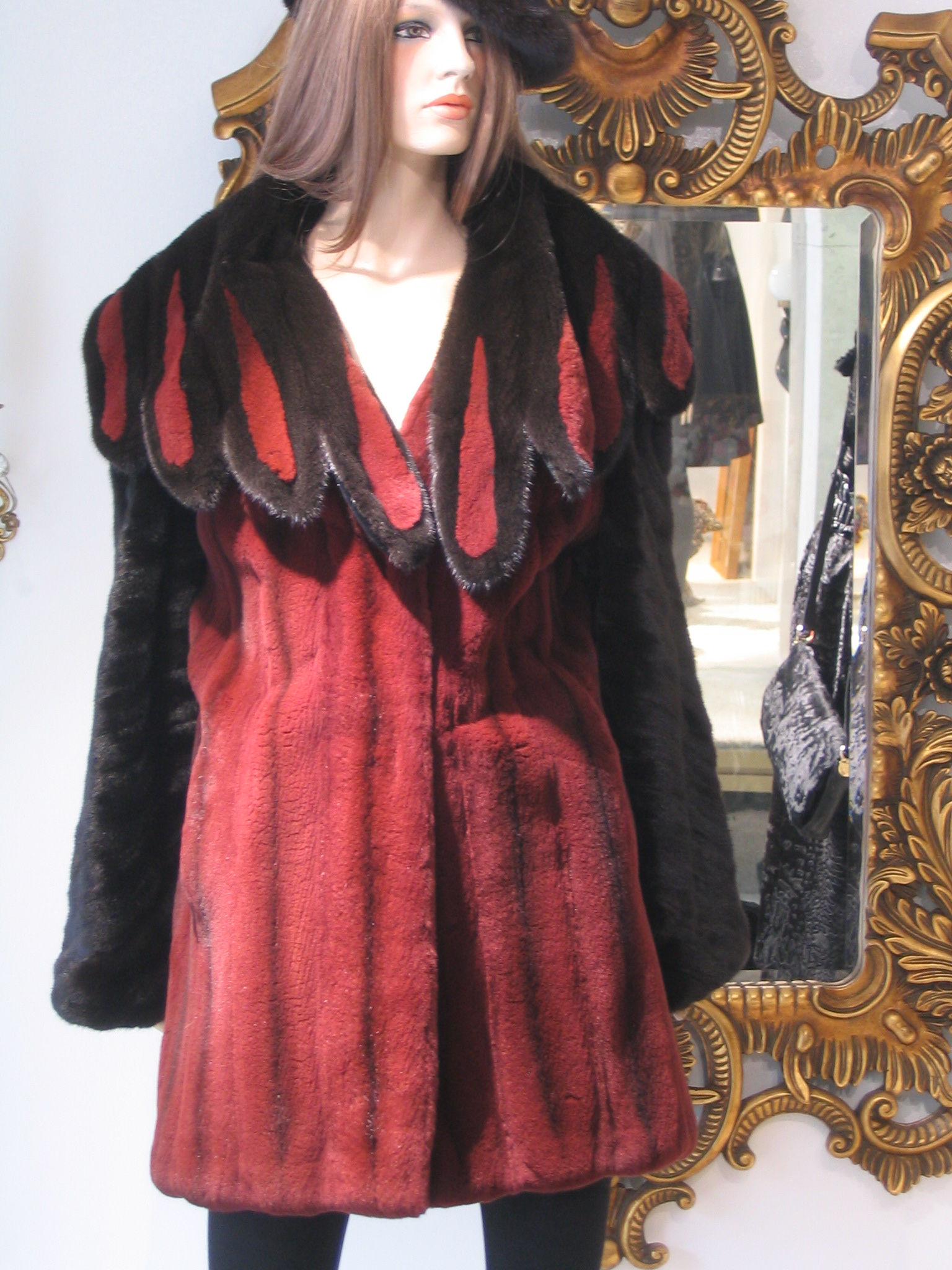
Samtnerz, gefärbt (Düsseldorf, 2012)

## Arbeitsablauf

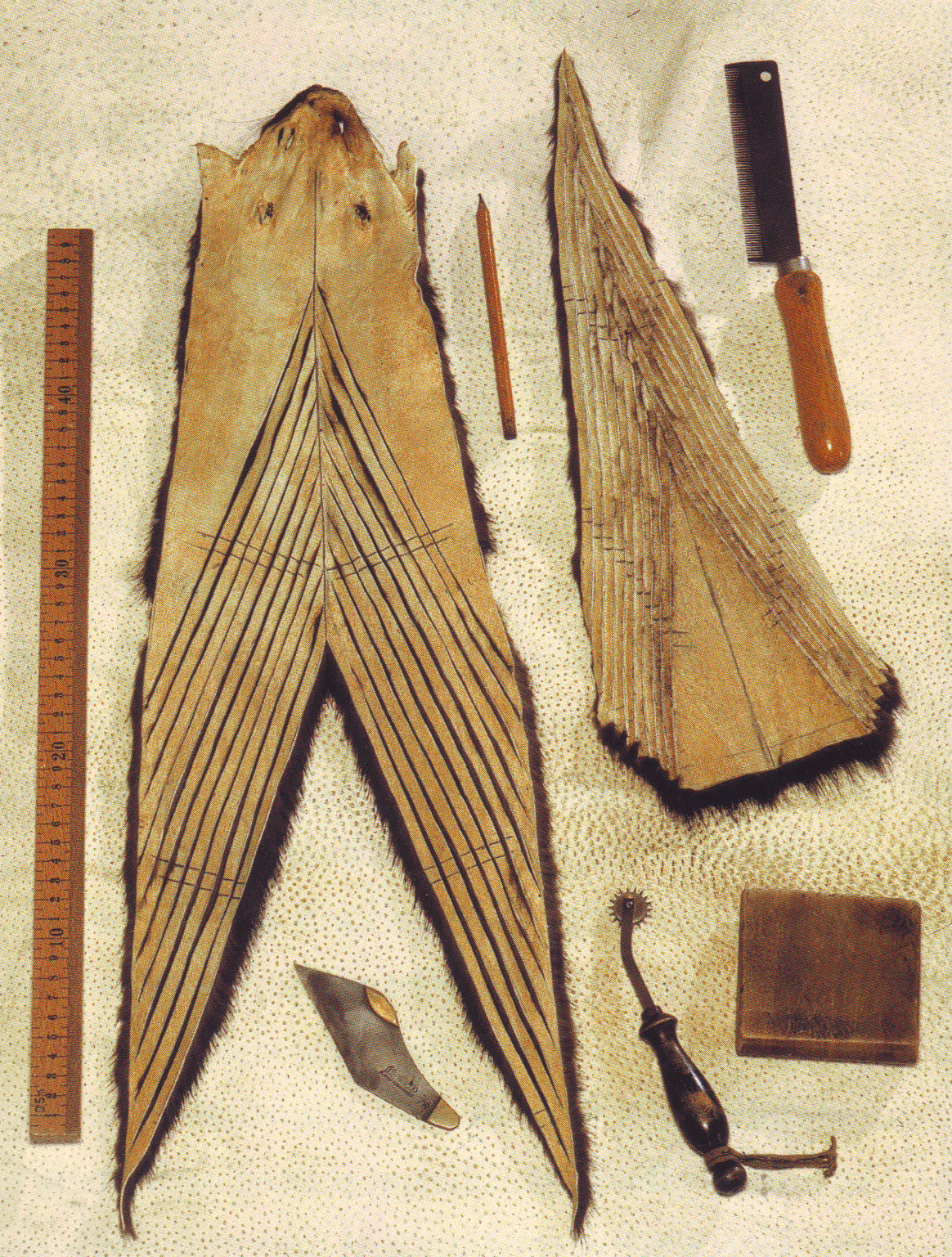
Nerzfell, Kopfteil links geschnitten, Pumpfteil rechts genäht

Nerze kommen, wie die übrigen Marderarten, rund abgezogen zum Kürschner, nicht flach liegend, und zu den Vorderpfoten hin aufgeschnitten, sofern sie nicht vorher besonderen Veredlungsarten unterzogen wurden, die eine flach liegendes Fell erfordern (beispielsweise Veloutieren). Für die Jacken- oder Mantelherstellung werden sie sortiert, nach Farbe und Haarlänge nebeneinander passend, die für Kragen, Manschetten usw. geeigneten Felle werden gekennzeichnet. Im nächsten Arbeitsgang werden auf der Bauchseite aufgeschnittenen Felle angebracht, das heißt, eventuelle Fehlstellen im Haar oder im Leder werden ausgebessert. Anschließend werden sie im angefeuchteten Zustand glatt gespannt, eventuell nach Schablonen in gleichen Breitenverhältnissen und den sich ergebenden unterschiedlichen Felllängen. Nach dem Abzwecken der getrockneten Felle werden die Fellmitte und das Kreuz auf der Lederseite markiert, das Kreuz ist die flachhaarige und dunklere Partie zwischen den Vorderpfoten. Vorder- und Hinterpfoten werden abgeschnitten und einer gesonderten Verwertung zugeführt (siehe → Pelzreste), eventuell auch das Stirnstück bis hinter den Ohren.
Für die detailmäßige Herstellung eines Pelzteiles werden auf dem Schnittmuster die einzelnen Streifen in ihrer errechneten Breite eingezeichnet. Die Anschlüsse an die Ärmel sollen harmonisch sein, in den Schultern sollen die Seitennähte und Grotzen von Rücken und Vorderteilen genau zusammenkommen. Für Pelzstolen, vielfellige Kragenformen und Ähnliches müssen die Fellgrößen vor dem Auslassen entsprechend den Vorgaben des Schnittmusters verkleinert oder vergrößert werden (Umsetzen).
Die Arbeitsschritte und die eigentliche Auslassarbeit differieren je nach Betrieb, Mitarbeiter und Modell erheblich. In der einfachsten Form schneidet sich der Näher die Felle freihändig, nachdem er überschlagen hat, wie viele Auslassschnitte er für die geforderte Streifenlänge benötigt und verrückt die Schnittstreifen nach seiner Erfahrung oder nach Markierungen, die er an den Schnittenden anzeichnet. In der aufwändigsten, aber genauesten Form berechnet der Kürschner die Rückentfernung für die einzelnen Schnitte und zeichnet sie dem Näher an. Dabei fließt die Form des Felles, die des Schnittmusters sowie das unterschiedliche Dehnverhalten innerhalb des Felles in die Berechnung mit ein.
Die Felle können entweder mit dem Kürschnermesser geschnitten werden, nachdem zuvor die Schnittschenkel eingezeichnet wurden, meist mit Hilfe einer Auslasswalze. Von den meisten Kürschnern werden die Schnitte beim Schneiden mit der Hand an den Schnittenden und in der Fellmitte nicht völlig getrennt, damit sie nicht durcheinandergeraten, der Näher schneidet oder reißt sich den jeweils nächsten zu nähenden Schnittstreifen dann ab. Oder die Felle werden mit einer Fellschneidemaschine in die einzelnen Schnitte zerlegt. Die meisten Schneidegeräte erfordern ein Halbieren des Felles in der Längsrichtung, im Grotzen.
Im Jahr 1957 wurde als Nähzeit für einen Nerz durch einen amerikanischen Nerznäher (Sewer) „der Spitzenklasse“ 35 Minuten genannt. Es fehlten jedoch die wichtigen Angaben über die Fellgröße (weibliche Nerze sind deutlich kleiner als männliche) und über die Schnittbreite. Sehr schnelle Näher benötigen heute, bei teilweise größer gezüchteten Tieren, etwa eine halbe Stunde bis über eine dreiviertel Stunde für ein Fell.
Sind die Felle in der korrekten Länge genäht, werden sie leicht angefeuchtet, die Nähte werden mit dem Nahtroller oder dem Streckholz flach gedrückt und das Fell etwas flach gestreckt. Die beim Auslassen entstehenden seitlichen Ecken werden mit der Schere begradigt und anschließend werden in der Läutertonne die losen Schnitthaare entfernt. Die genähten Streifen werden in der Regel noch einmal an der Sortierplatte im Hängen insbesondere auch auf den Glanz hin überprüft und wenn nötig umsortiert. Nachdem die Streifen auf dem Schnittmuster liegend für den Näher mit Markierungen versehen wurden, werden sie zusammengenäht. Besonders wichtig ist, dass die auffälligen Kreuzpartien genau nebeneinander kommen.
Zwischen die Fellbahnen wird häufig ein Streifen aus Leder oder Textil (früher häufig ein Samtband) genäht, etwa 4 bis 6 Millimeter breit. Die Idee, dies bei Nerzen anzuwenden, entstammt den USA. Je nach Material und nach Anschauung des Auftraggebers oder Kürschners werden Mäntel, Jacken, aber auch Stolen, mit oder ohne Galonstreifen gearbeitet. Die Befürworter weisen darauf hin, dass die Streifenwirkung dadurch besser zur Wirkung kommt. Auch verringert es das Gewicht und verstärkt noch einmal den ohnehin schon weichen und fließenden Fall des Kleidungsstücks. Und vielleicht auch nicht ganz unerheblich – es spart mehr als ein teureres Nerzfell ein. Allerdings hat der Näher etwa zwei Drittel mehr Nahtlänge beim Zusammennähen der Fellstreifen zu bewältigen (die Galons beginnen in der Regel unterhalb der flachen Kreuzpartie und enden oberhalb des Saumes) und es besteht die Gefahr, dass die Längsnähte beim Tragen im Haar brechen und sichtbar werden. Weit überwiegend wird heute, auch bei hochwertigsten Mänteln, die Verarbeitung mit einem Galonstreifen zwischen den Längsbahnen bevorzugt. Die Ärmel bleiben oft, wegen der Gefahr des Sichtbarwerdens der Galons, ungaloniert.
Weitere Arbeitsgänge sind neben anderen das Ausrollen der Längsnähte der zusammengenähten Fellstreifen, das Zwecken und anschließende Abgleichen nach dem jeweiligen Schnittmuster, das Bändeln der Kanten, das Aufbringen der Einlagen, Zusammennähen der Einzelteile, Anschlagen der Kanten und das Einnähen des Futters sowie ein Finish des fertigen Pelzes.

Das Auslassen von Nerzfellen
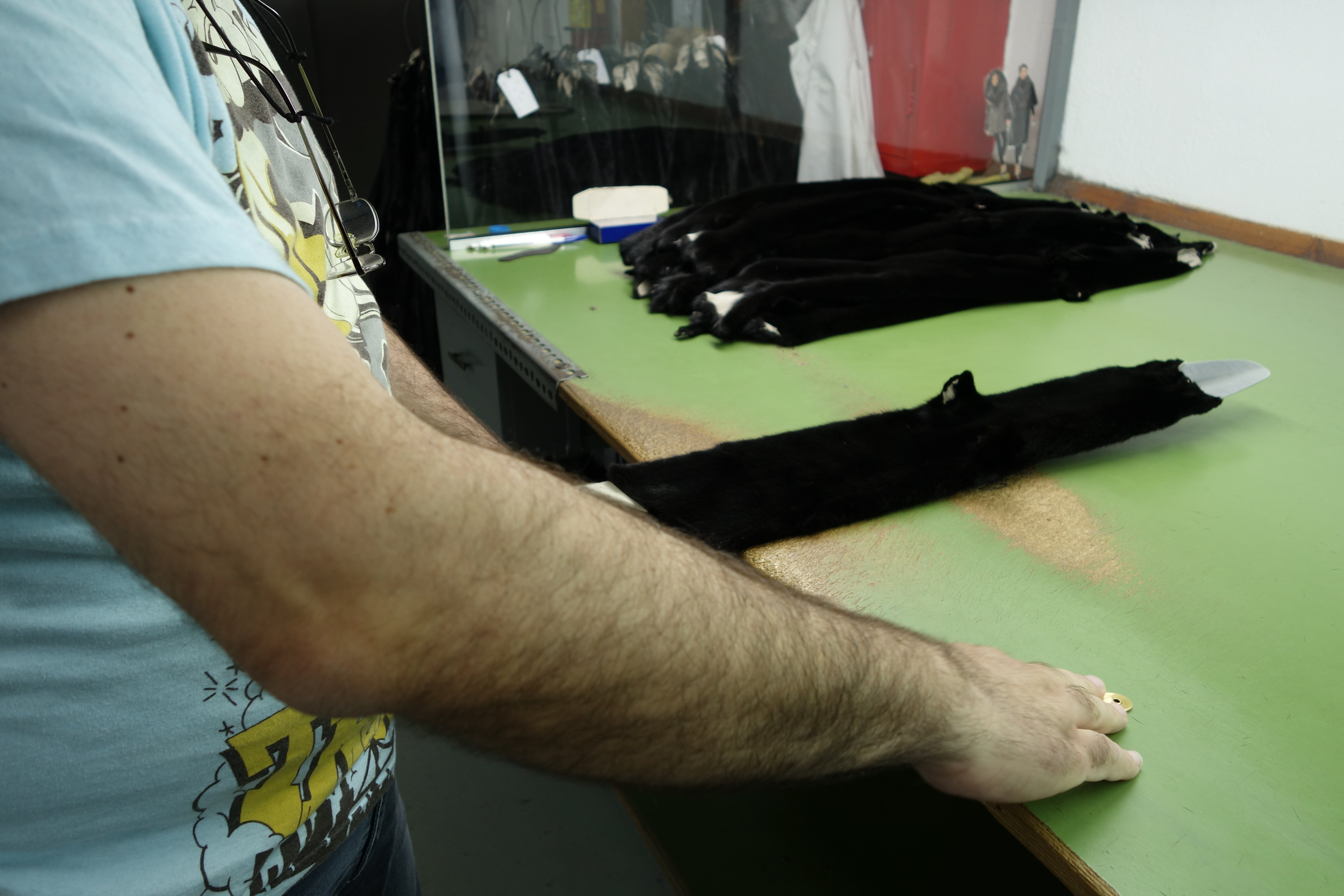
Aufschneiden auf der Nerzscheide
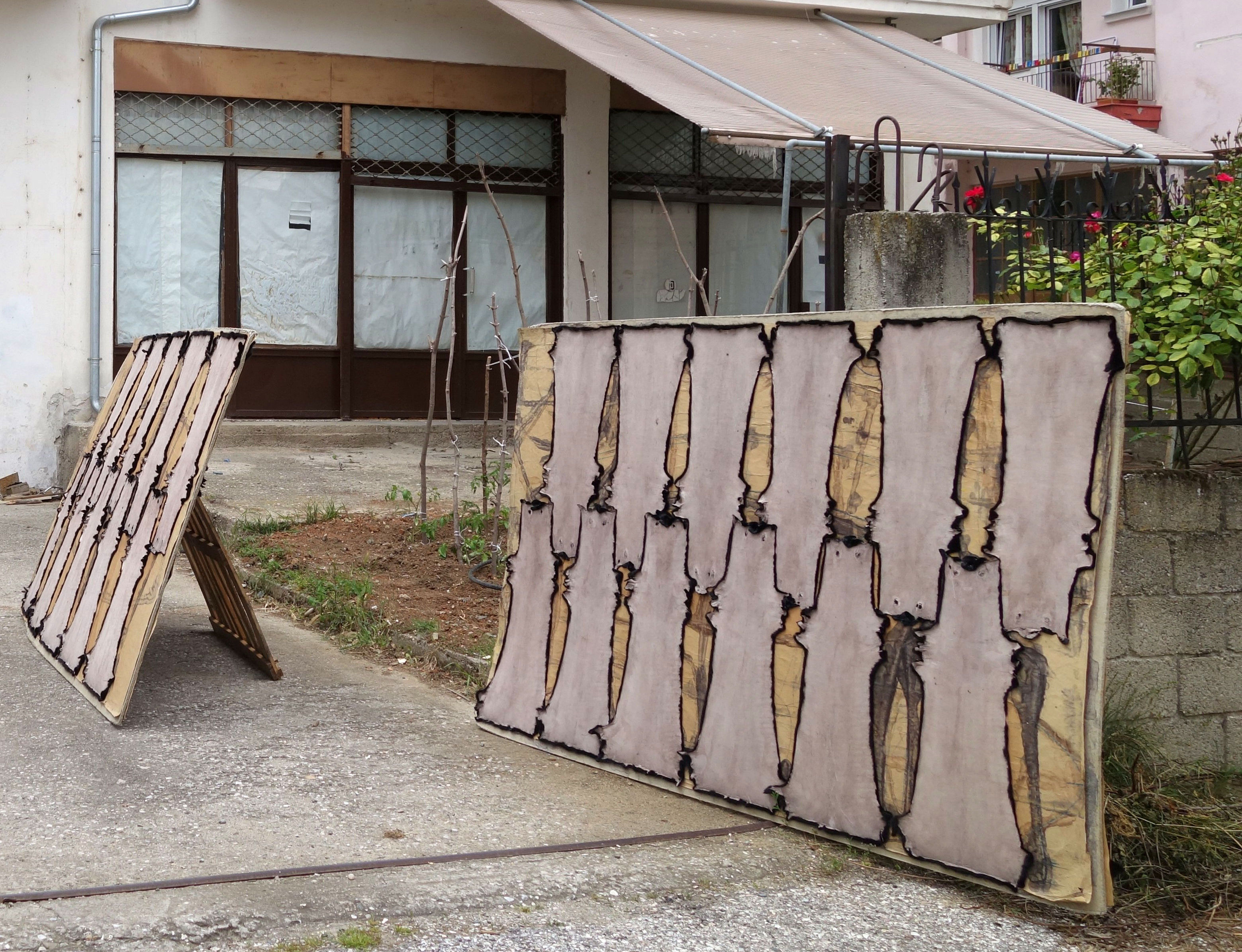
Auf Zweckplatten gespannte Felle
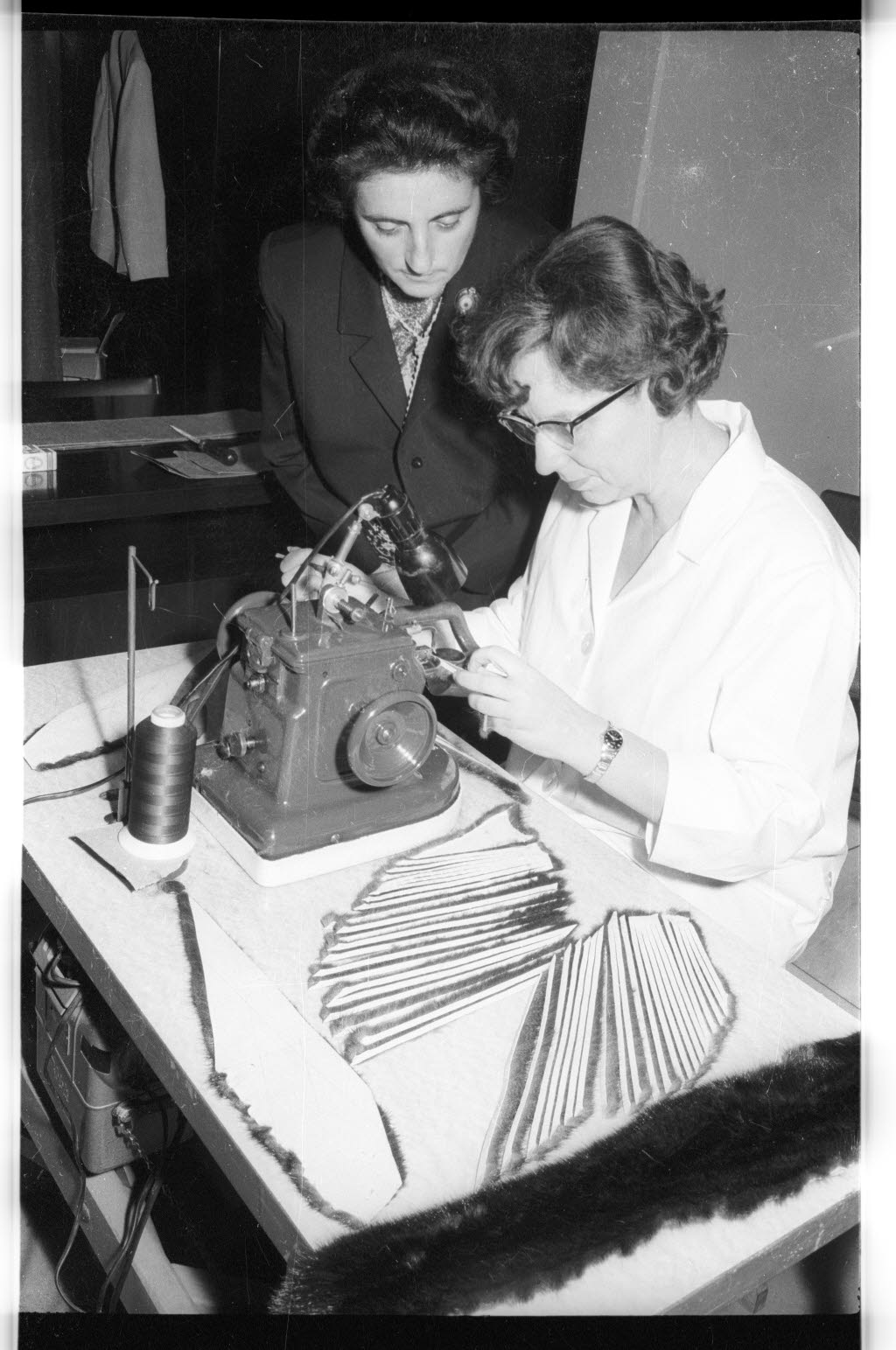
Nähen eines ausgelassenen Nerzstreifens
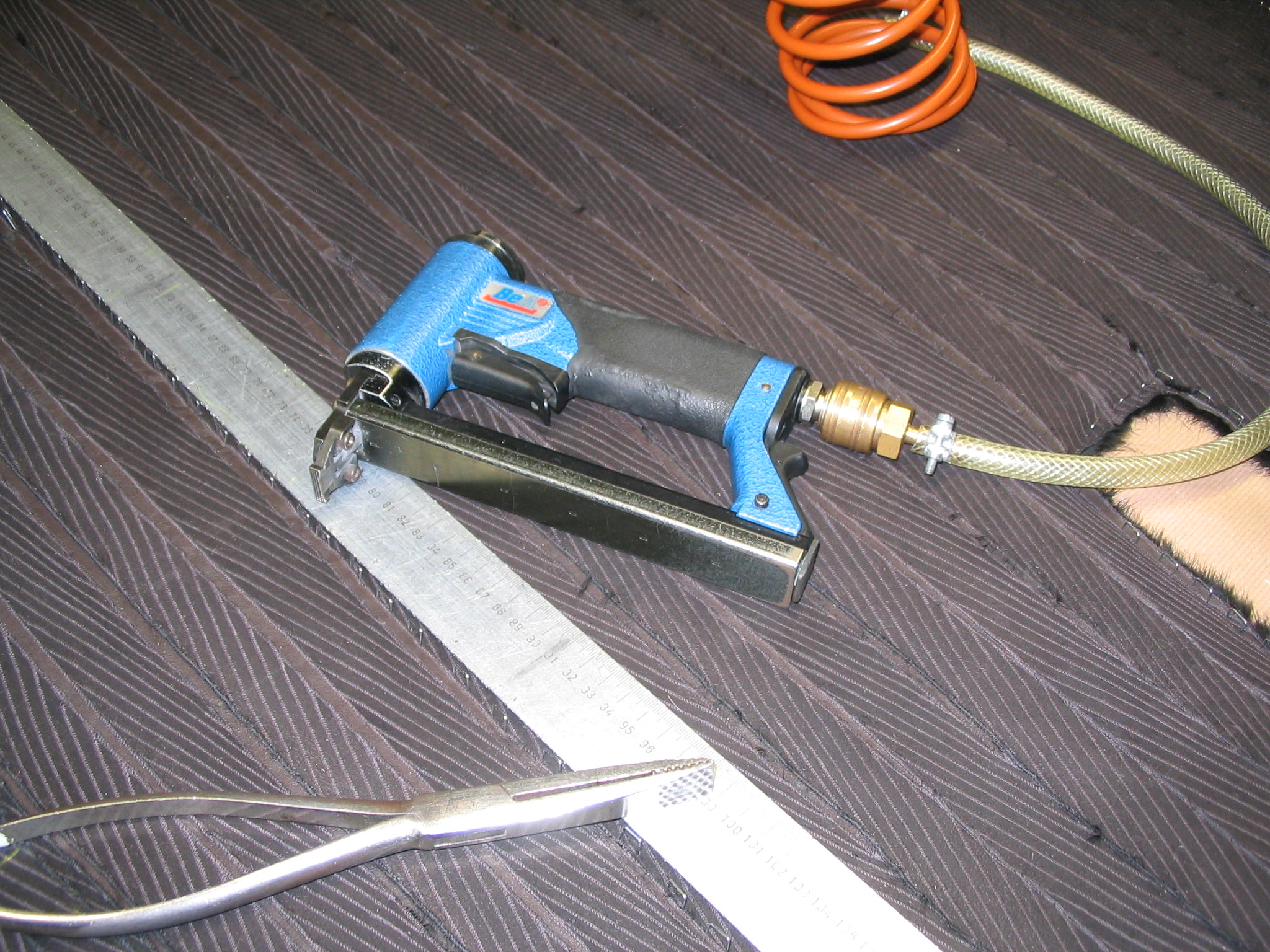
Richten der galonierten Fellbahnen an der Metallschiene, Zweckzange und Pressluftpistole
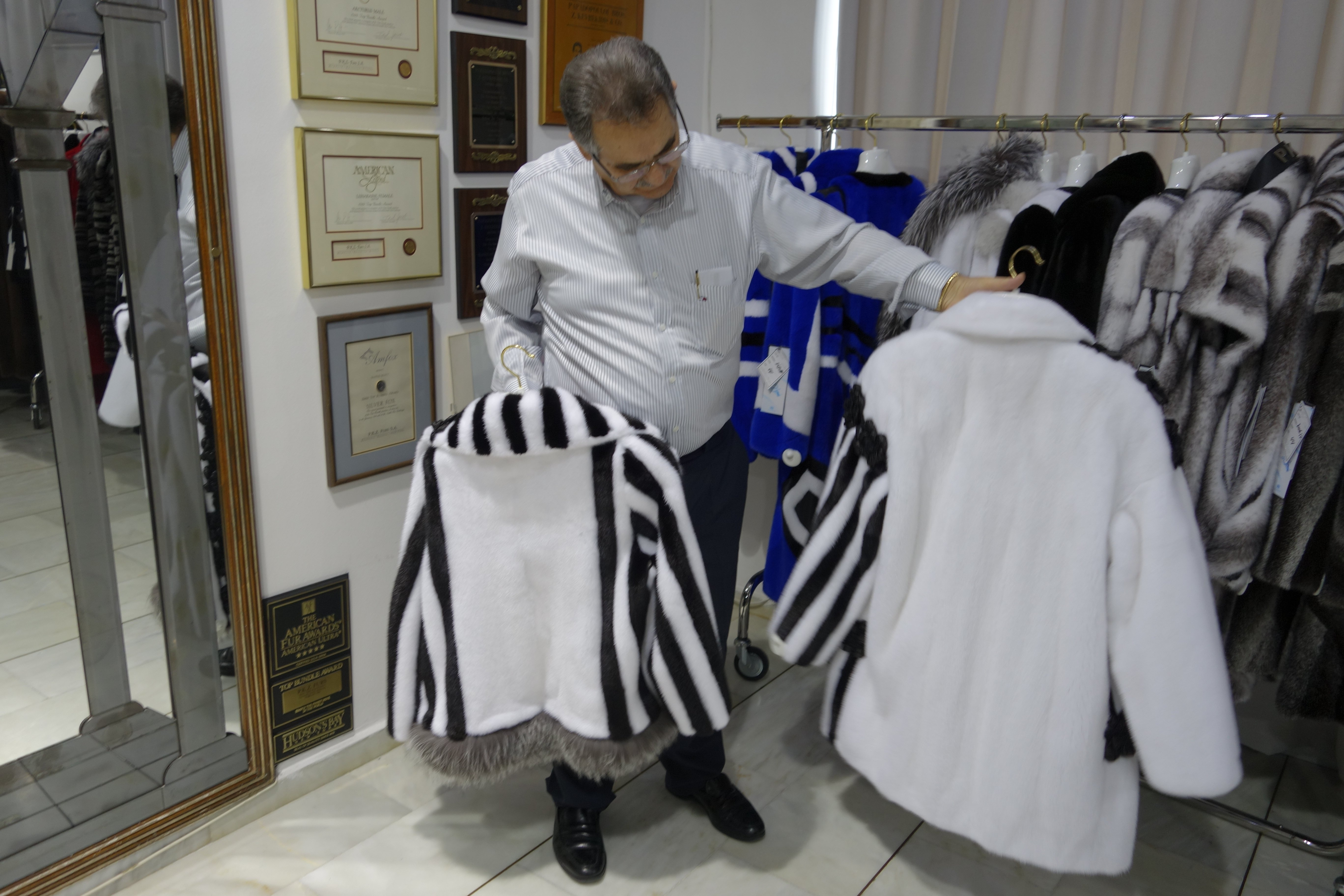
Konfektionär Christos Papadopoulos in Kastoria mit Nerzjacken, 2014

### Techniken beim Auslassen
| Mögliche Varianten der Farbbildgestaltung | Mögliche Varianten der Farbbildgestaltung | Mögliche Varianten der Farbbildgestaltung             | Mögliche Varianten der Farbbildgestaltung             |
| Schnittart                                | Schnittart                                | Farbbildgestaltung der Fellbahn (Haarschlag zum Saum) | Farbbildgestaltung der Fellbahn (Haarschlag zum Saum) |
| Grundschnittart                           | Rücklaufende Schnitte                     | Am Saum wird es                                       | Am Halsloch wird es                                   |
| ----------------------------------------- | ----------------------------------------- | ----------------------------------------------------- | ----------------------------------------------------- |
| A-Schnitt                                 | ohne Rückläufer                           | dunkel                                                | hell                                                  |
| A-Schnitt                                 | Rückläufer am Pumpf                       | dunkel/hell                                           | hell                                                  |
| A-Schnitt                                 | Rückläufer am Kopf                        | dunkel                                                | hell/dunkel                                           |
| A-Schnitt                                 | an Pumpf und Kopf                         | dunkel/hell                                           | hell/dunkel                                           |
|                                           |                                           |                                                       |                                                       |
| V-Schnitt                                 | ohne Rückläufer                           | hell                                                  | dunkel                                                |
| V-Schnitt                                 | Rückläufer am Pumpf                       | hell/dunkel                                           | dunkel                                                |
| V-Schnitt                                 | Rückläufer am Kopf                        | hell                                                  | dunkel/hell                                           |
| V-Schnitt                                 | an Pumpf und Kopf                         | hell/dunkel                                           | dunkel/hell                                           |

Die Fellveränderung durch Schnitte lässt sich in drei Gruppen aufteilen:
1. Als Einzelschnitt, wenn das Fell nur wenig in seiner Form verändert werden soll.
2. Als Schnittgruppe, um eine etwas größere Formveränderung fachgerecht auszuführen. Mehrere einzeln gelegte Schnitte markieren auf der Haarseite in der Regel störender als eine Gruppe dicht beieinander liegender Schnitte.
3. Als umfassende Schnittanlage, bei der die ganze Fellfläche in ihrer Form und außerdem im Aussehen des Haarkörpers verändert wird. Während die bei Einzelschnitten durch die Rückvorgänge entstehenden kleine Haarlängen- und Haarfarbenabstufungen dem Auge bereits „als unerträglich“ erscheinen können, „ist es indessen möglich, dass solche ‚Fehler‘ in der umfassenden Schnittanlage nicht störend wirken, da sie in Massen auftreten und praktisch gleichmäßig über das die ganze Fellfläche verteilt sind“ (beziehungsweise das gesamte Kleidungsstück).[1]

Stellen die Felle durch ihre Struktur, Farbe und Form keine Bedingungen an die Wahl der Schnittart, können die durch das Auslassen bewirkten Veränderungen im Haarbild für die Gestaltung Verwendung finden. Das entstehende Bild wird maßgeblich von den nicht durchschnittenen Fellenden in Kopf und Pumpf mitbestimmt, mit rücklaufenden Schnitte können eventuell unerwünschte helle oder dunkle Streifenenden, zum Beispiel in Halsloch und Schulter sowie im Saum, verhindert werden (siehe Tabelle rechts).

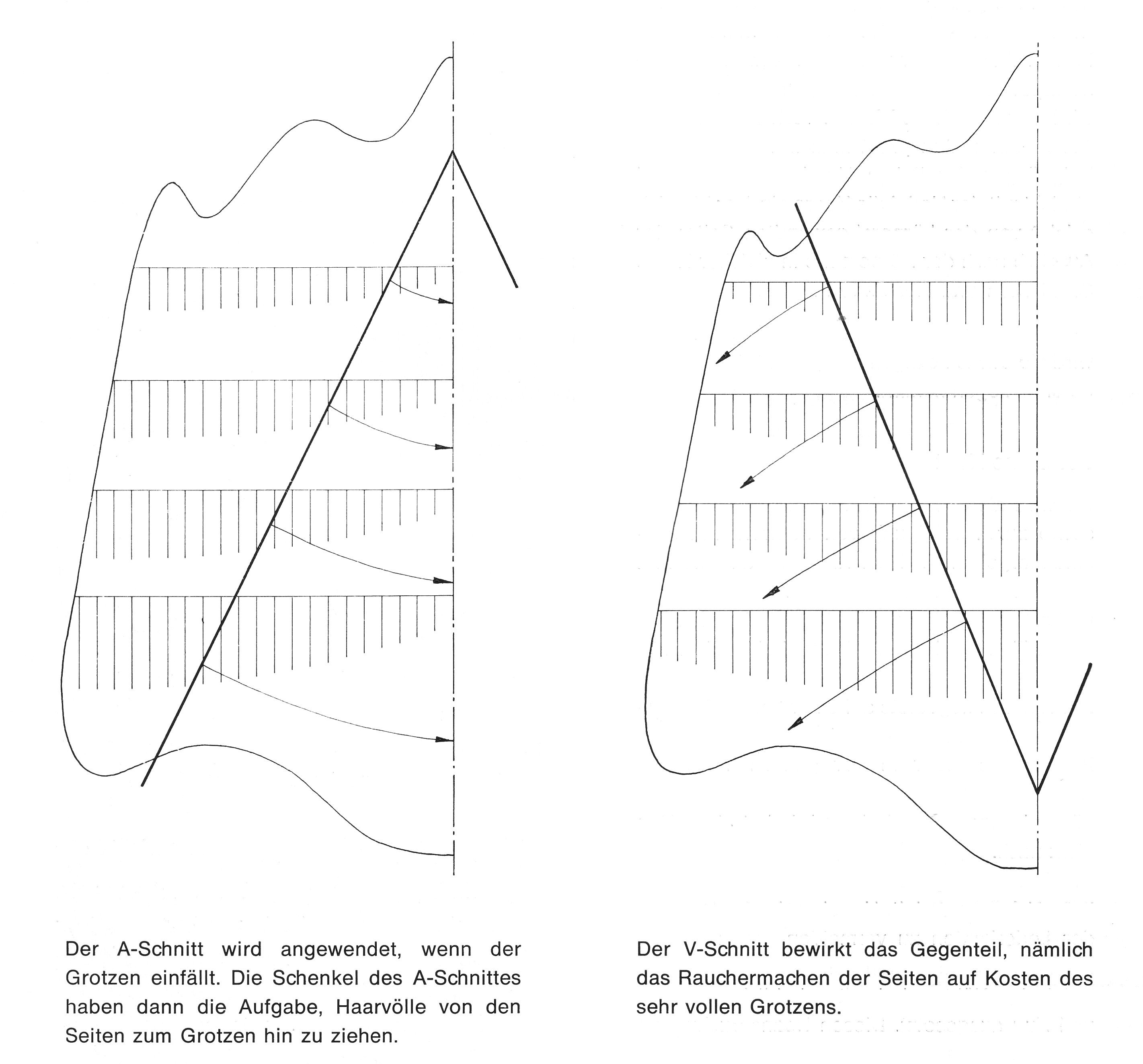
Einzelschnitte (A- und V-Schnitt) mit schematisiertem Haarprofil (Bisam)
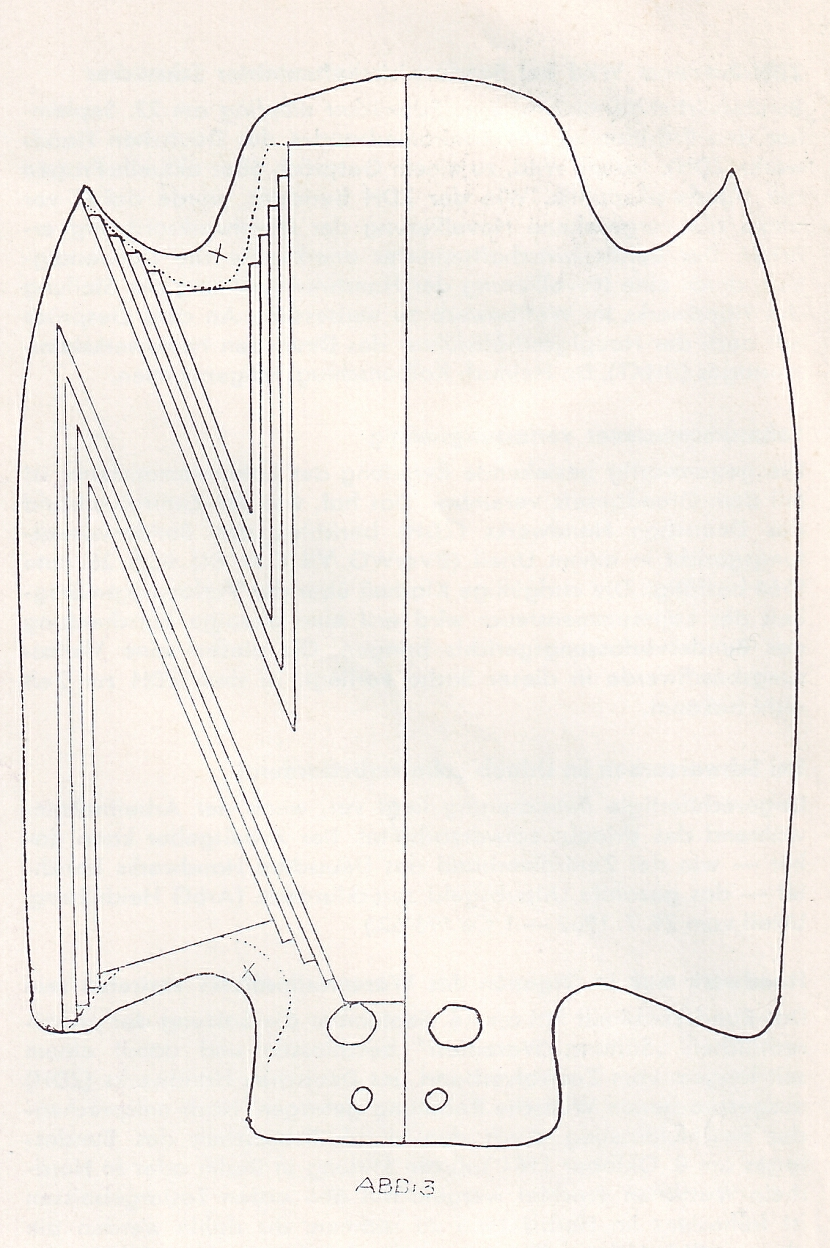
Schnittgruppen (Biber)
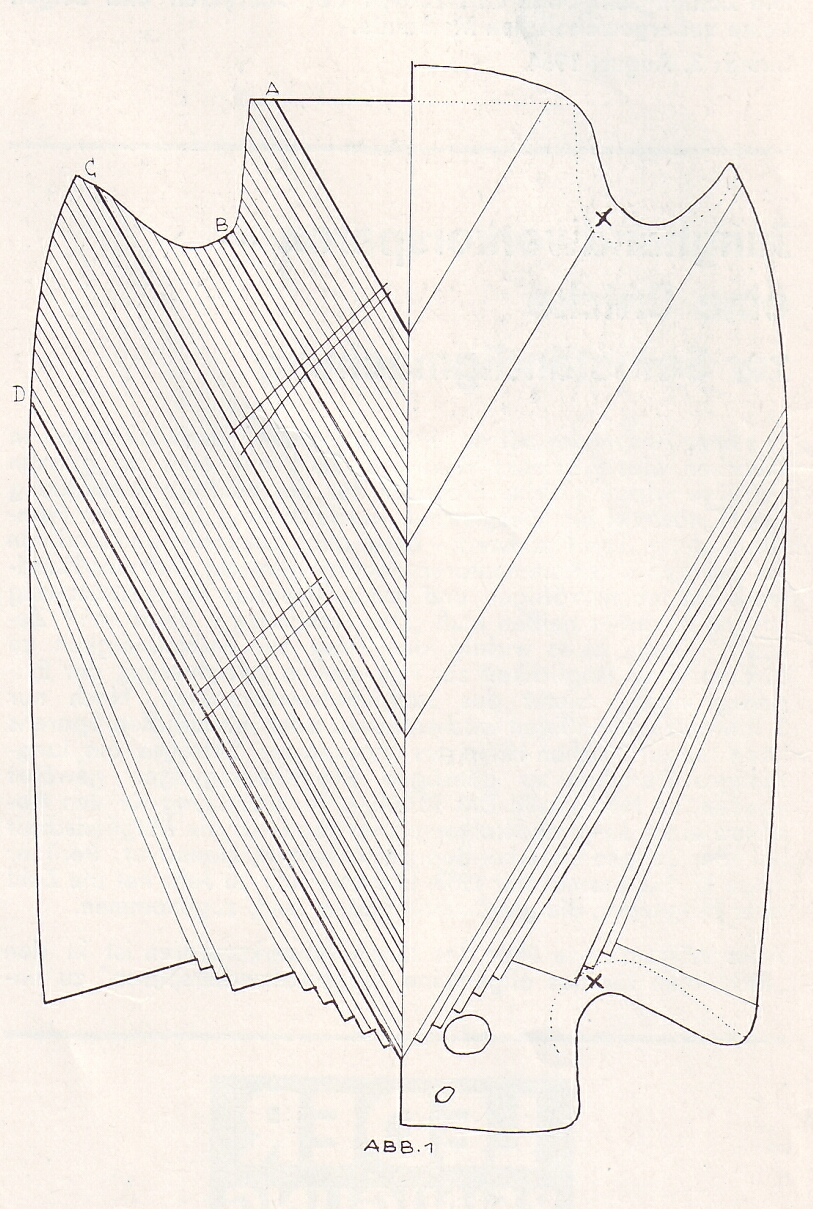
Umfassende Schnittanlage (Biber)
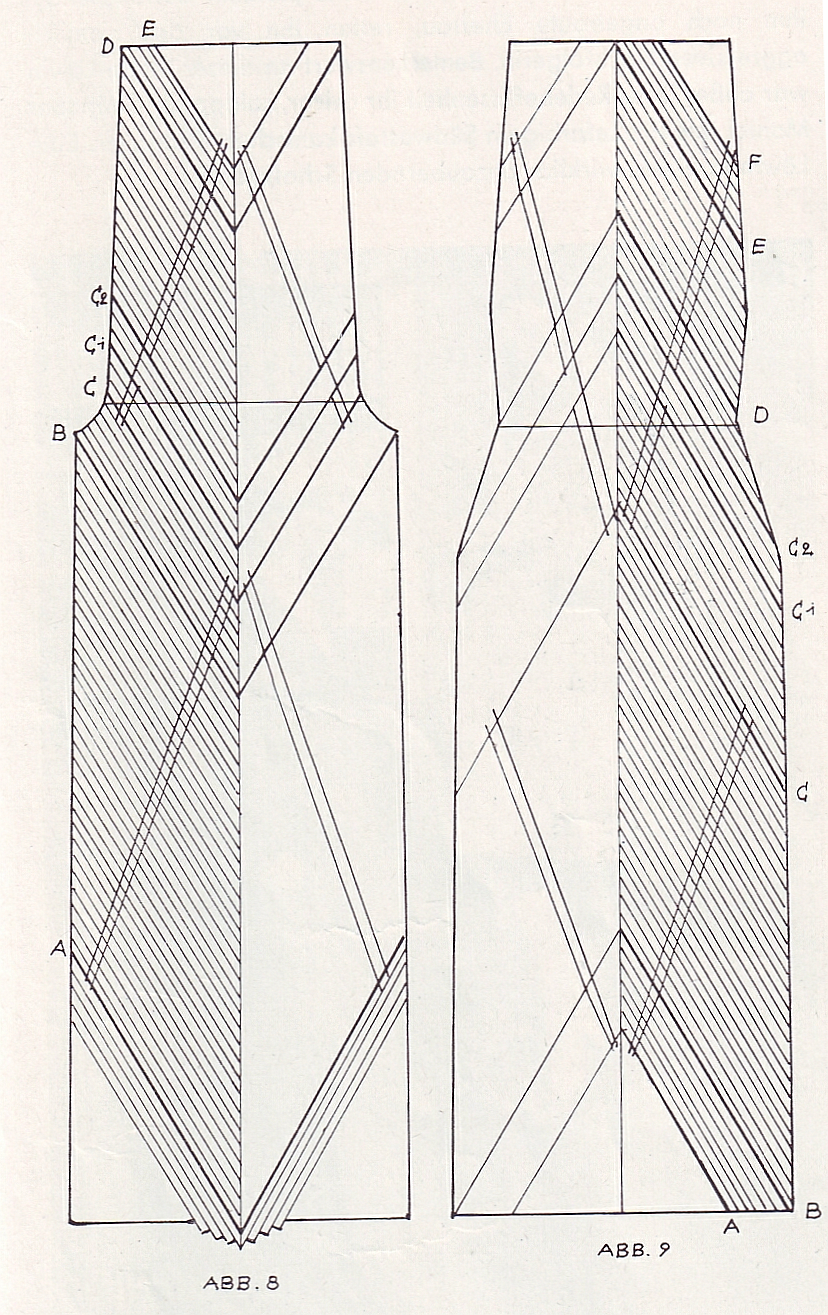
Umfassende Schnittanlagen (Nerz)

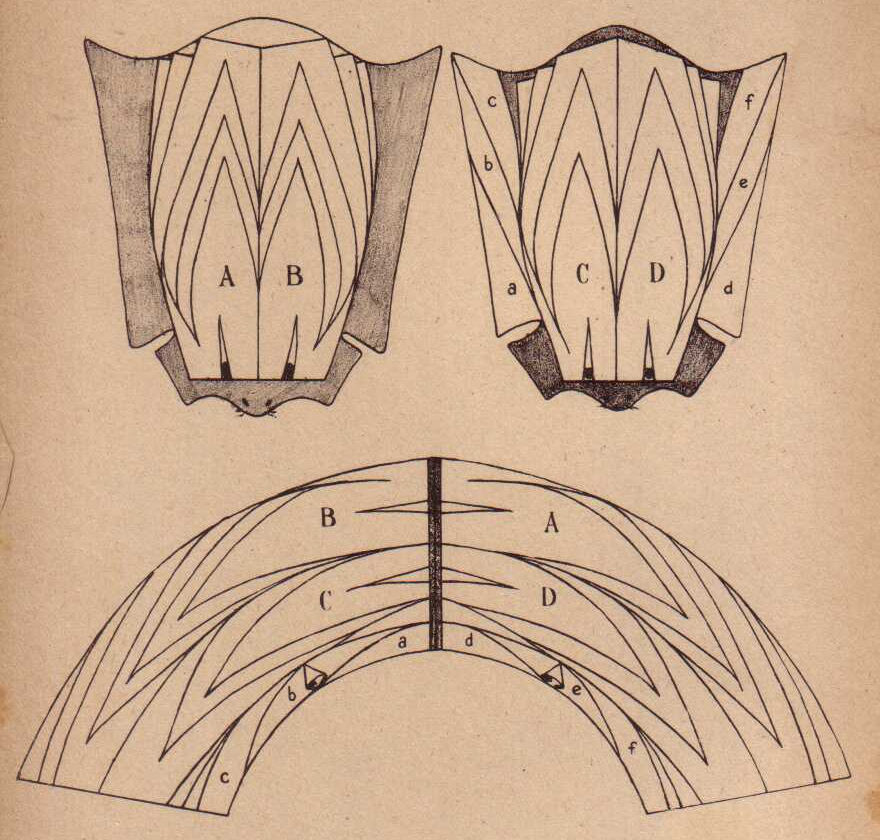
Rundlassen (Bisamfelle, 1895)
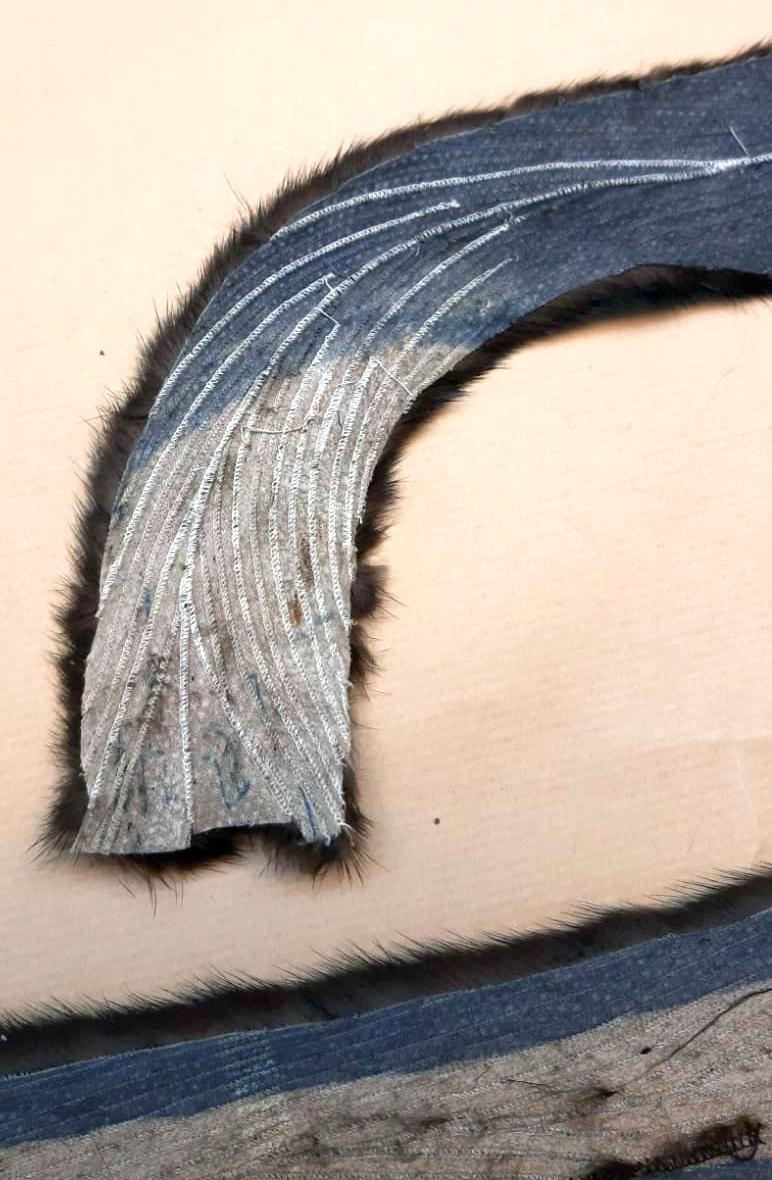
Im Rahmen einer Umgestaltung nachträglich rundgelassener Nerzstreifen

- Beim Rundlassen wird gleichzeitig mit einer Verlängerung oder Verkürzung des Felles eine Rundung des Felles erzielt. Sehr häufig wird es bei stark gerundeten Kragenformen angewandt. Beim Rundlassen enden die Schnitte in der Regel in der Fellmitte, sie werden nicht mit den Schnitten der gegenüberliegenden Fellseite verbunden. Die Rückentfernung wird nur in den Schnittenden voll ausgeführt, die dadurch entstehende Weitendifferenz wird eingehalten. Durch Auslassen der später längeren Fellseite und Einlassen der inneren Seite entsteht die gewünschte Rundung, wobei sich die Außenseite des Fells verschmälert und die Innenseite verbreitert. Schwächere Rundungen bleiben in der Regel beim Nähen unberücksichtigt, sie werden durch einfaches Strecken beziehungsweise Ausspannen (Zwecken) des angefeuchteten Felles oder Fellstreifens erreicht.

- Durch Stiften, Aufstiften können in der Praxis nicht zu berechnende Streifenformen, mit Ecken, mehreren Rundungen usw. genau nachgebildet werden. Auf das auf einer Unterlage aufgezeichnete Schnittmuster werden die Auslassstreifen einzeln mit Stecknadeln aufgeheftet und mit vielen Markierungen für den Näher gekennzeichnet. Jeweils zur Innenrundung hin entstehen dadurch längere Schnittkanten, die der Näher, wie beim Rundlassen, einhalten muss.

- Beim Querauslassen werden die Schnitte quer, im rechten Winkel zur Fellmitte gelegt. In der Regel werden bei dieser selten angewandten Technik die Schnitte bei den nebeneinanderliegenden Jacken- oder Mantelstreifen jeweils bei einem nach links, beim nächsten nach rechts verschoben, um ein harmonisches, spiegelgleiches Bild und einen passenden Übergang zu erzielen.

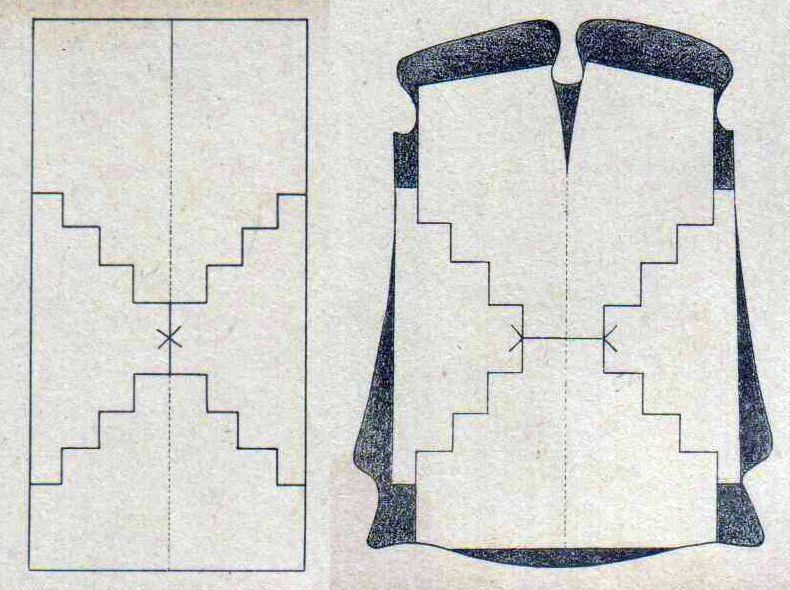
Treppenschnitt
(rechts eingelassen)

- Einzelne Treppenschnitte werden gelegentlich zum Aus- oder Einlassen gelockter (Persianer) oder moirierter Ware benutzt, anstelle eines geraden wird ein stufenförmiger Schnitt verwendet, der bei gelocktem Fell vom Auge weniger wahrgenommen wird. Die Schnitte können auch ein Zacken- oder Wellenform haben, sie werden beim Nähen jeweils um einen Kasten, Zacke oder Welle verschoben, eventuell sogar um zwei.[1]

- Einschneiden, Umsetzen: Da ein kleines Fell, insbesondere bei der Mantelherstellung, einen vielleicht unerwünscht schmalen Streifen ergibt, oder aber die Schnitte wegen der großen Rückung zu stark markieren, werden in diesem Fall durch das Einschneiden Streifen aus mehr als einem Fell hergestellt. Die Felle werden mit Querschnitten in diverse Stücken geteilt und entsprechend der Felltönung und der Haarlänge zu einem Teil zusammengefügt, eine Arbeit die große Erfahrung und Sorgfalt erfordert. Gelingt es nicht, entsteht an dieser Quernaht nach dem Auslassen auf der Haarseite ein auffälliger, sogenannter „Tannenbaum“. Unter Umständen ist es nötig, die Querstreifen zum Teil in bis zu nur 5 Millimeter breite Streifen zu zerteilen. Besonders schwierig zu sortierende und einzuschneidende Fellarten sind beispielsweise Iltis, Zobel, Baum- und Steinmarder. Umsetzen bezeichnet den Flächenausgleich zwischen zwei (sich gleichenden) Fellen, das Vergrößern des einen Felles zu Ungunsten des anderen.

- Durch Versetzen der Fellstreifen wird ein spiegelgleiches Bild des Pelzes geschaffen. Jeweils eine Längshälfte des Fellstreifen kommt in die linke, die andere in die rechte Hälfte der Jacke oder des Mantels.

- Da Felle oftmals im flacheren Grotzen besser zueinander passen als in den Seiten, kann man die Streifen in-sich-versetzen. Die halben Fellstreifen werden jetzt nicht im Grotzen, sondern mit den eigenen Fellseiten aneinandergenäht.

- Bei der Grotzengabelung teilt sich das Fell in zwei Streifen, beispielsweise in der Taille, um dann nach unten eine besondere Optik in einem weiten Rockteil zu erzielen.

- Beim Umschneiden im Schnittwinkel („Schrägumschneiden“) entstehen aus einem Fell zwei oder mehr Streifen, zum Beispiel für die kürzeren Ärmel. Beim 1:2-Umschneiden wird jeder zweite Schnittwinkel herausgenommen und zu einem eigenen Streifen zusammengenäht. Zumindest theoretisch sind auch mehr Streifen denkbar, praktisch wird das aber nur selten ein noch akzeptables Fellbild ergeben.

- Stürzen bezeichnet die Verarbeitung eines Pelzes mit dem Haarschlag nach oben. Beim In-sich-Stürzen werden die Auslass-Schnittstreifen in der Reihenfolge umgekehrt: der erste Streifen kommt unter den zweiten, es folgt der dritte, der vierte usw. Schnittstreifen. Der Haarlauf zeigt dann, entgegen dem natürlich gewachsenen Fell, zum Kopf hin. Wird der Pelz jetzt trotzdem nicht gestürzt, sondern mit der Haarrichtung nach unten gearbeitet, ist die Kopfpartie unten und die auffällige Kreuzzeichnung befindet sich im Rockteil des Kleidungsstücks oberhalb des Saumes.

- Das aufwändige Anstürzen kann angewendet werden, um die ansonsten unschöne Verbindung zwischen Fellkopf und Fellende zu verbessern, insbesondere innerhalb eines Felles für eine Manschette. Dazu wird der Fellkopf und das Fellende vor dem Auslassen in kleine Querstreifen zerteilt, bis jeweils das Mittelstück erreicht ist und beide Streifen die gleiche Haarlänge aufweisen. Je stärker der Haarlängenwechsel innerhalb des Felles ist, desto schmaler müssen die Streifen sein. Jeder zweite Querstreifen wird herausgenommen und in umgekehrter Reihenfolge wieder zusammengenäht, die Kopfstreifen am Kopf und die Pumpfstreifen am Fellende. An den Fellenden befinden sich nun jeweils Streifen mit ähnlicher Haarstruktur.

## Auslassberechnung

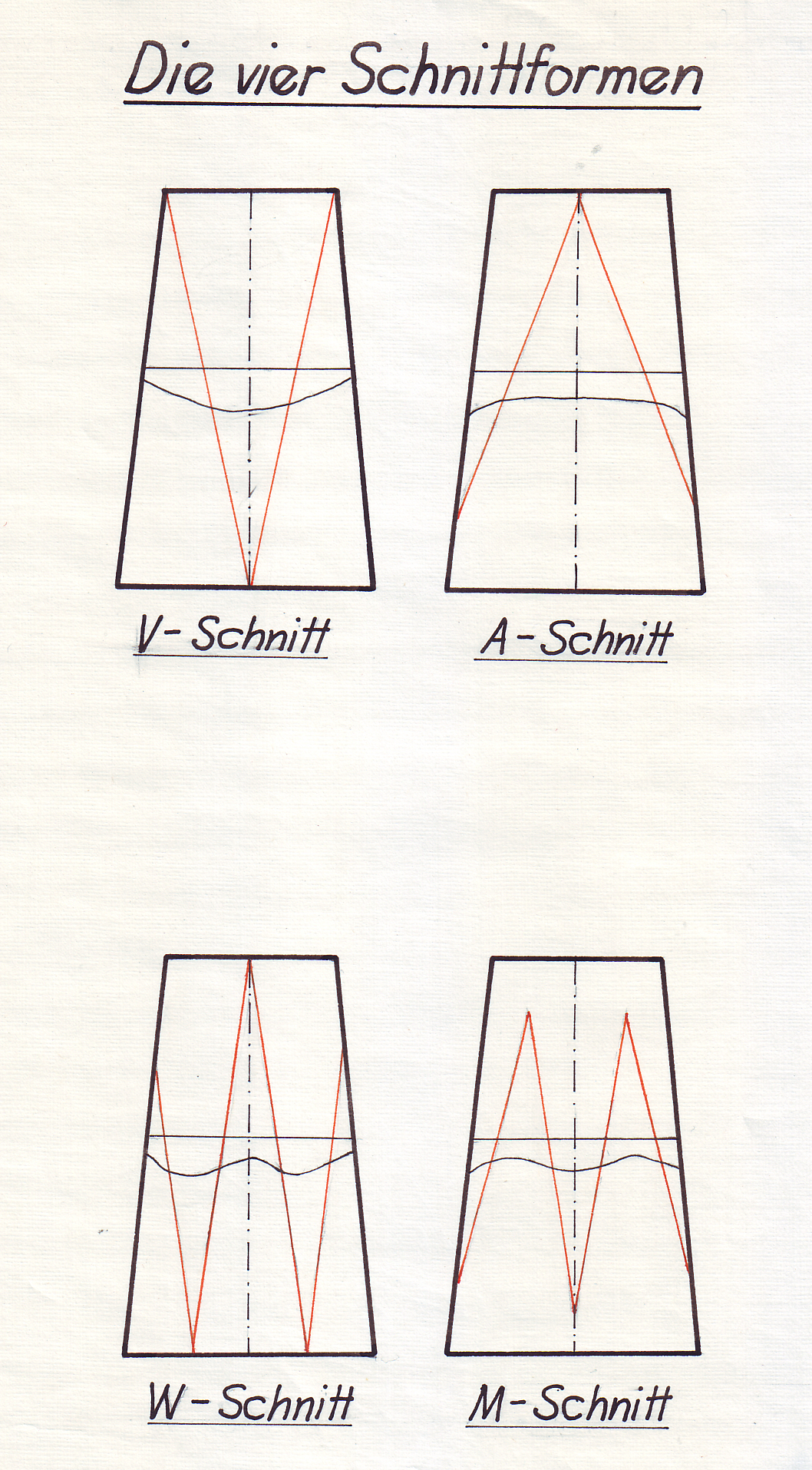
Die vier Grund-Schnittformen

Eine Anleitung für Fachleute für die weitgehend exakte prozentuale Auslassberechnung findet sich hier (Autor Kürschnermeister → Rudolf Toursel):
Das Haarkleid eines Felles variiert über seine Fläche in drei Richtungen, in der Länge, der Breite und in der Höhe, je nach Fellart mehr oder weniger stark. Diese Gegebenheiten sind für die Anlage von Schnitten in Fellen von entscheidender Wichtigkeit. Von besonderer Bedeutung ist neben den Farbveränderungen die Längenänderung des kürzeren, andersfarbigen Unterhaares. Sie bildet den wesentlichen Faktor für die höchstmögliche Rückentfernung. Deckt sie durch zu starkes Verrücken die Unterwolle des nebenliegenden Schnittes nicht ausreichend ab, wird die Auslassnaht auf der Haarseite für das Auge sichtbar. – Ein Sonderfall sind gelockte Felle, wie das Persianerfell, das neben der speziellen Grannenhaarform keine Unterwolle aufweist.
Jedes Nähen im Fellleder hat eine Auswirkung auf der Haarseite. Am Haargrund verbiegen sich die Haare und verkürzen sich damit, außerdem werden sie aus ihrer natürlichen Haarrichtung gedrückt. Ab welchen „Stufen unterhalb einer bestimmten Größe“ ein Schnitt anfängt wirklich auffällig zu werden, ist bisher nicht ermittelt worden. Die naheliegende Annahme, dass die Schnittmarkierug am geringsten wäre, wenn ein Fell in der Haarlänge und in der Farbe völlig gleichmäßig sei, ist verkehrt. Abgesehen davon, dass es diese Felle nicht gibt, sind in einem unruhig strukturierten und gemusterten Fell die Schnitte weniger erkennbar. Erst die durch das gegeneinander Verschieben der Schnittkanten entstandenen Ungleichheiten, die den Schnitt bei zu großer Rückentfernung hier stärker markieren lassen, verursachen zusätzliche Unsauberkeiten auf der Haarseite. Generell sind Nähte und Haarlängenunterschiede in weißgebleichten und in schwarzen Fellen weniger sichtbar, ansonsten bei hellem Haar mehr als bei sehr dunklem (Schattenwirkung).
Die in kurzem Abstand stärkste Haarlängen- und meist auch Farbveränderung zeigt sich im Querprofil eines Felles. Durch diese Struktur bedingt markiert ein Schnitt umso stärker, je stumpfer der Schnittwinkel ist, also je mehr sich der Winkel der Waagerechten annähert. Neben anderen Fellsorten ändert sich bei den Marderartigen die Haarstruktur besonders sprunghaft um das Kreuz herum, der Partie zwischen den Vorderpfoten. Die das Kreuz durchschneidenden Fellstreifen sollten deshalb, unabhängig vom Schnittmuster, meist nur wenig, eventuell sogar überhaupt nicht gerückt werden. Die anzuwendende Schnittart wird vor allem vom Haarprofil und vom Haarbild bestimmt, nachrangig von der Form des Felles. Sie dient auch dazu, bestimmte optische Gestaltungseffekte im fertigen Kleidungsstück zu erzielen.
Das durch Auslassen zu verändernde Fell ist von Natur aus nicht gleichmäßig geformt. Die Kopfpartie ist schmaler als das, häufig sich nach hinten konisch verbreiternde, Restfell. Die Kreuzpartie ist besonders schmal, weil die Vorderpfoten hier nicht herausgeschnitten, sondern zu den Seiten hin aufgeschnitten werden. Dadurch fällt in dieser Fellhöhe ein Stück des Bauchfelles zusammen mit den Pfoten ab. Dies wirkt sich nicht nur in der Breite, sondern auch im Aussehen des Felles aus. Alle Gegebenheiten müssen bei der Auslassberechnung in Bezug auf die zu erzielende neue Form und für eine optisch harmonische Wirkung berücksichtigt werden, zusätzlich zu der Vorgabe einer möglichst nicht sichtbaren Schnittmarkierung.
Einige Fachbegriffe

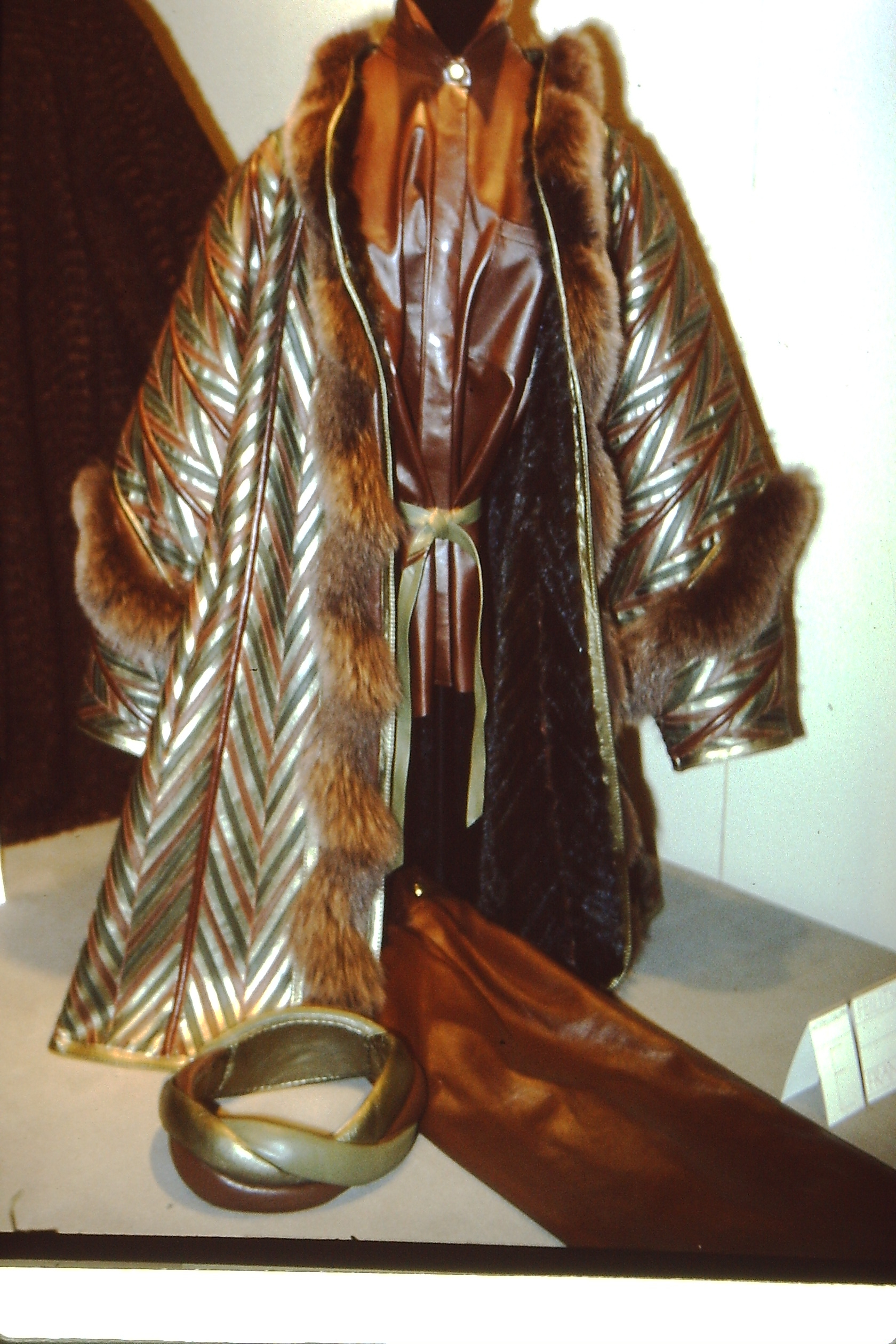
Wendemantel, in den Auslass-Schnitten galoniert (gefedert) (Helmut Feilitsch, Frankfurt am Main 1982)

Als Grotzen wird in der Pelzbranche der Fellrücken bezeichnet, er ist meist langgranniger und dunkler als das restliche Körperfell; der Fellbauch wird Wamme genannt, beim aufgeschnittenen Fell sind es die Seiten. Der Pumpf ist das hintere Endstück des Felles, vor dem Schweif. Rauch ist ein Fell mit dichtem, nicht straff anliegendem Haar.
- V-Schnitt, A-Schnitt, erweiterter V-Schnitt (M-Schnitt), erweiterter A-Schnitt  (W-Schnitt), Treppenschnitt:

Jeweils mit dem Fellkopf obenliegend, V- und A-Schnitt (zweischenkelig), M- und W-Schnitt (vierschenkelig), erweiterter M- und W-Schnitt (mehrschenkelig) oder treppenförmige Schnittarten.
Hauptsächlich wird der V-Schnitt angewendet. Dabei wird das kürzere Haar unter das längere Haar gezogen, was ein Markieren der Schnitte gegenüber dem A-Schnitt deutlich verringert. Der A-Schnitt bewirkt eine stärkere Profilierung der Fellmitte durch ein Zusammenstoßen der Haare, die Streifenwirkung kommt stärker zur Geltung. Daraus lässt sich verallgemeinern, dass der A-Schnitt für in der Fellmitte flache, der V-Schnitt für Felle mit im Grotzen markantem, kräftigem Haarprofil günstig ist.
Bei erweiterten Schnitten werden die entstehenden Schenkelspitzen in der Regel in die Farb- und Rauchengrenze gelegt, besser jedoch daneben in die langhaarigere Fellhälfte. Der Schnittwinkel und die seitliche Verschiebung werden durch den erweiterten Schnitt verringert.

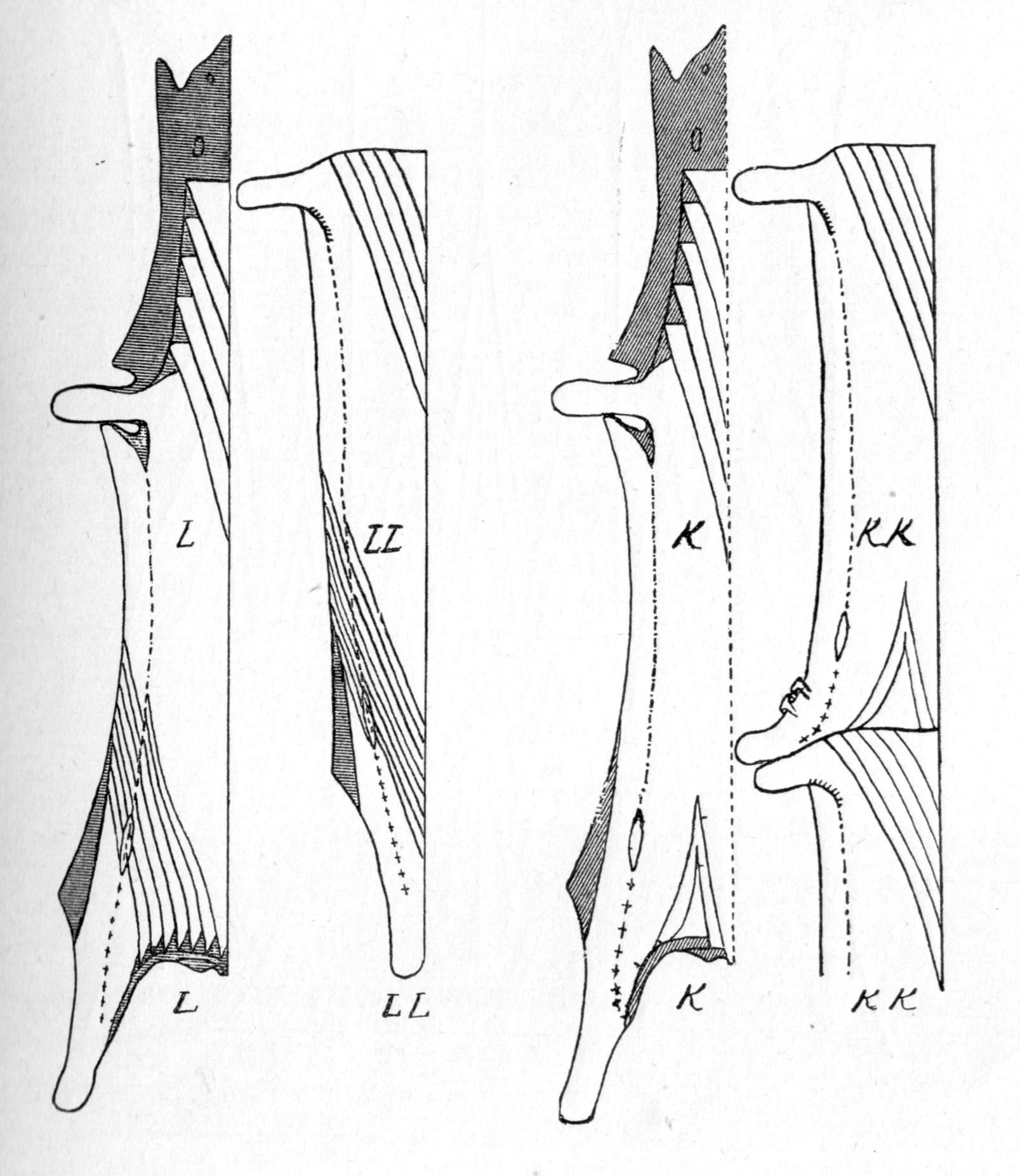
V-Schnitte, geschnitten und genäht (Zobel)
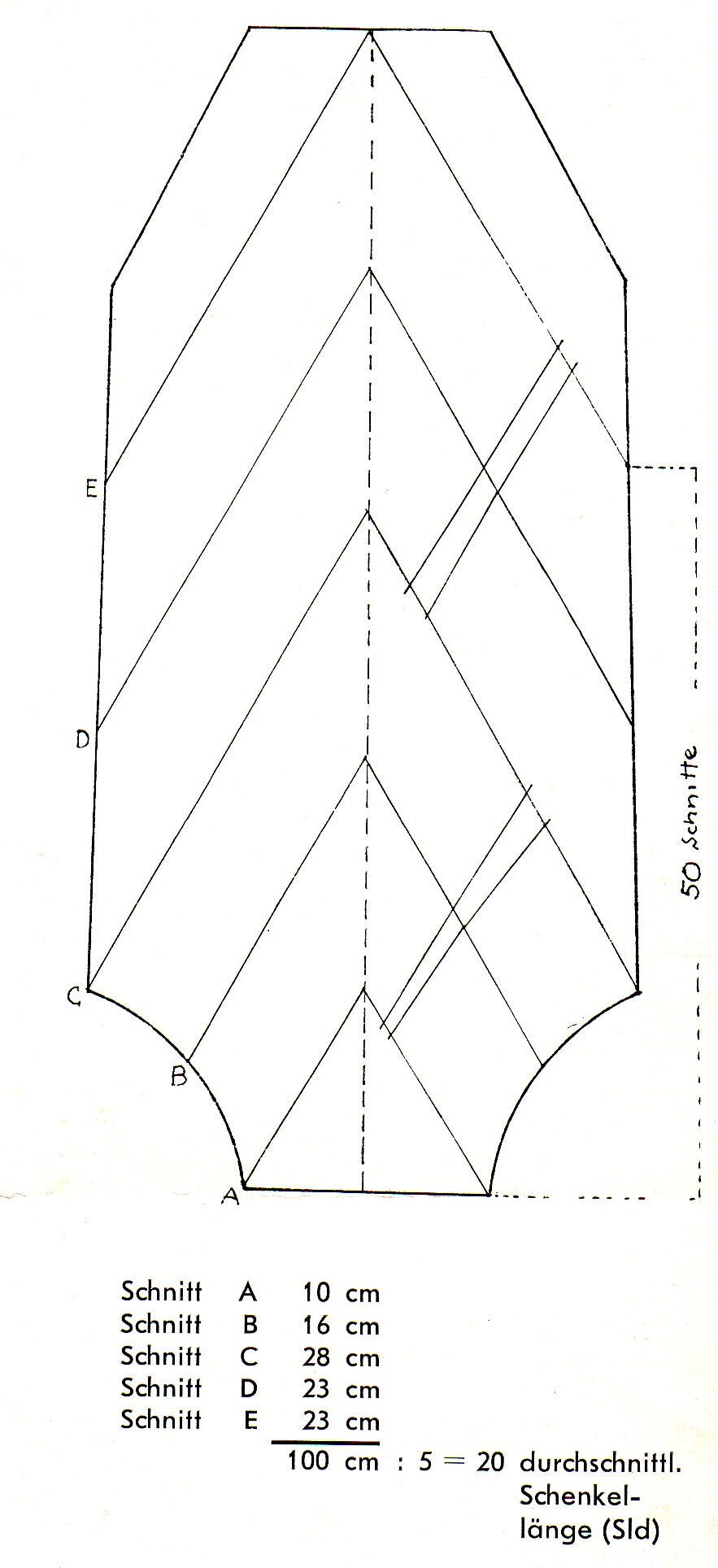
A-Schnitt (Bisam)
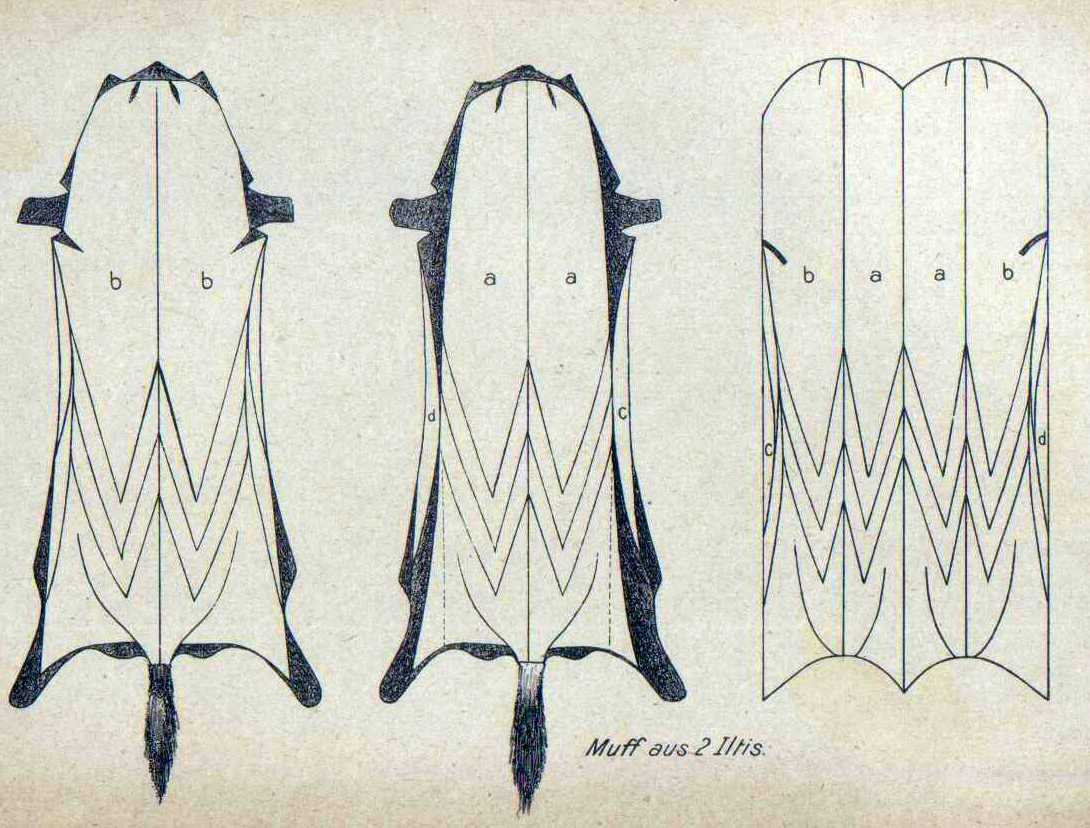
W-Schnitt (Iltis, 1895)
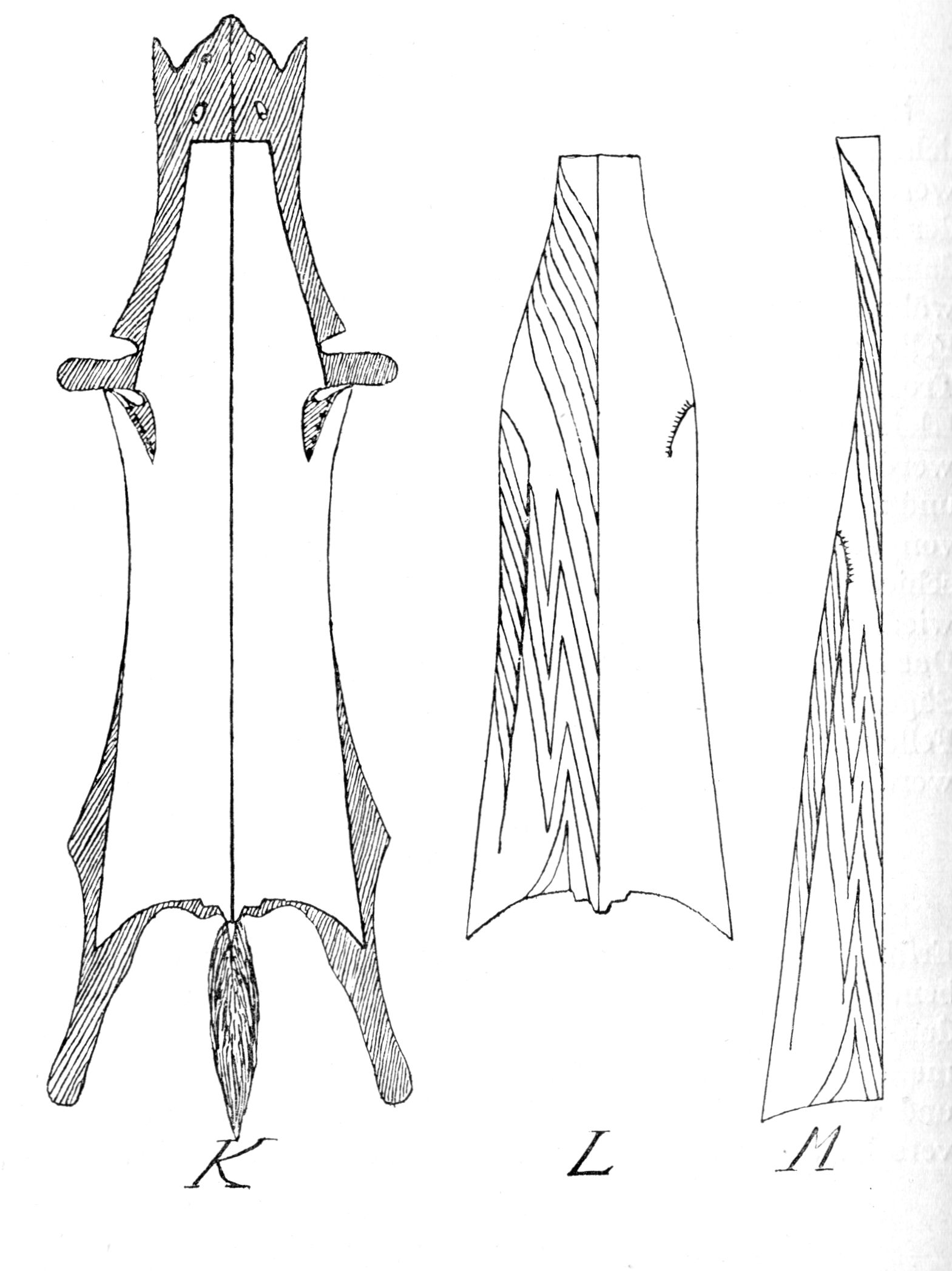
V-Schnitt (oben und Seite) und erweiterter W-Schnitt, rechts genäht (Zobel)

- Fehlende Länge:

Die Differenz zwischen Felllänge und zu erzielender Streifen- (Schnittmuster-) Länge.
- Schnittanzahl:

Die Anzahl derjenigen Schnitte in einem Fell, die gerückt werden.
- Schnittbreite:

Die kürzeste Entfernung zwischen zwei nebeneinanderliegenden Schnitten. Der Schnittabstand ist die Entfernung zwischen zwei Schnittspitzen auf der Fellmittellinie, dem Grotzen.
Die häufigste Schnittbreite bei der Nerzverarbeitung beträgt 5 Millimeter, bei feinerer Verarbeitung vier bis viereinhalb Millimeter. Die Firma Strobel gab im Jahr 1972 für ihr Modell Klasse 141-40 als geringste zu nähende Schnittbreite 3 Millimeter an.
- Rückentfernung:

Die Strecke, um die zwei Fellstreifen beim Zusammennähen gegeneinander verschoben werden.
- Durchschnittliche Rückentfernung:

Bestimmt der Kürschner, nachdem er sich mit dem Haarbild vertraut gemacht hat. Sie ergibt sich entscheidend aus der maximalen Rückentfernung, die Entfernung, um die zwei Schnitte maximal gegeneinander verschoben werden können, ohne unschön zu markieren.
- Nahtverlust:

Die Fläche, um die sich das Fell durch das Zusammenziehen und Abkniffen des Leders beim Nähen verkleinert. Eine gängige, allerdings wenig genaue Annahme ist zum Beispiel ein Verlust von 10 bis 12 Prozent bei einem Schnittabstand von 5 Millimeter und einem völlig durchschnittenen Nerzfell. Es ist zu empfehlen, den tatsächlichen Verlust durch die Anfertigung eines Probestreifens zu ermitteln. Der Nahtverlust ist abhängig von der Anzahl der Schnitte (vom Schnittabstand), von der Dicke des Leders, von der Garnstärke, der Nadelstärke, von der an der Pelznähmaschine eingestellten Spannung (feste Spannung = höherer Nahtverlust) und vom Geschick des Pelznähers.
- Anschweifen, geflammter Schnitt:

Besser als beim Geradeschneiden werden die Schnitte beim Schneiden mit der Hand, also mit dem Kürschnermesser, in den Enden durch Verringern des Schnittwinkels angeschweift. In den Fellseiten mit den schnell, zur Fellmitte hin ansteigenden Haarlängen wird dadurch der Haarlängen-Unterschied verringert, der Schnitt markiert auf der Haarseite weniger. In den Seiten und in der Fellmitte, dem Grotzen, entstehen weniger starke Ecken, das Fell bleibt glatter beziehungsweise, wenn die Kanten nach dem Nähen mit der Schere berändert werden, entsteht weniger Materialverlust.
Der geflammte Schnitt verlangt vom Kürschner ein ganz besonderes Bewusstsein über das Haarbild. Er ermöglicht eine ständig gering wechselnde Schnittbreite, zum Beispiel im flachen Kopf, die Kreuzpartie kann bei einem geflammten Schnitt eher als beim geraden ausgespart werden. Die Schnitte können so gelegt werden, dass die stärkste Verschiebung in den gleichartigen Haarstrukturen erfolgt. Die unerwünschte Taillenwirkung wird durch eine günstigere Materialverteilung verringert. Diese anscheinenden Vorteile werden durch die Tatsache abgeschwächt, dass sich die beim Geradeschneiden auftretenden kleinen Ungenauigkeiten für das Auge keinesfalls nachteilig auswirken müssen.
- Galonieren, im Zusammenhang mit dem Auslassen auch Federn:

Galonieren bezeichnet das Zwischensetzen von Leder- oder Stoffstreifen in Felle, um eine Flächenvergrößerung oder besondere Effekte zu erzielen. Beim Auslassen wird abwechselnd ein Fell- und ein Galonstreifen zusammengenäht. Die Schnitte werden dadurch, zumindest bei kurzhaarigen Fellarten, auf der Fellseite als feder- beziehungsweise fischgrätartiges Muster sichtbar.
Einige Regeln
Je geringer die Rückentfernung, je schmaler der Schnittstreifen, je spitzer der Schnittwinkel desto geringer die Schnittmarkierung.
Je stumpfer der Schnittwinkel, desto stärker die Schnittmarkierung, jedoch mehr Schnitte (und dadurch geringere Markierung durch kleinere Rückentfernung).
Neben der prozentualen Auslassberechnung, deren Grundlage die in einem Fell unterschiedlichen Längen der Schnitte ist, bestehen etliche vereinfachte, in der Regel weniger genaue Berechnungsmethoden. Da das Fellleder meist eine sehr gute Zügigkeit aufweist, werden diese bei entsprechender Routine auch zu einem in der täglichen Praxis ausreichend guten Ergebnis führen. Eine der Varianten ist es, anstelle der Schnittlängen nur die obere und die untere Fellbreite in das Verhältnis zu der zu erzielenden oberen und unteren Streifenbreite zu setzen. Umgerechnet auf die durchschnittliche Rückentfernung ergibt sich die Rückentfernung für den ersten und den letzten Schnitt. Durch Verbinden der beiden Markierungen über die gesamte durchschnittene Fläche erhält der Näher die unterschiedlichen Rückungen für die einzelnen Schnitte. Die schmalere, meist eher gleich breite Kopfpartie wird in der Regel extra berechnet, ebenso die verkürzten Endschnitte in Kopf und Pumpf.

## Einlassen
Durch das sehr viel weniger gebrauchte Einlassen, das Gegenteil des Auslassens, werden Felle verbreitert und gleichzeitig verkürzt. Hierbei sollten die Schnitte nicht zu dicht hintereinander enden, da sonst keine gleichmäßig verteilte Breite entsteht.

## Hilfsgeräte und Maschinen
Allgemeine, nicht nur bei der Verarbeitung ausgelassener Pelze gebrauchte Geräte oder Maschinen der Kürschnerei sind die Pelznähmaschine, die Läuter- und Schütteltonne sowie die Klopfmaschine zum Entfernen der Schnitthaare, mechanische Zweckpistolen (Tacker) zum Vorzwecken der Felle und Spannen der Pelzteile, Bügelmaschinen und Dampf-Steamer zum Aufrichten des Haares und andere. Daneben wurden auch eine Anzahl Geräte und Maschinen speziell für das Auslassen entwickelt.

### Auslassrollen
Auslassrollen dienen zum rationellen, sauberen und gleichmäßigen Aufzeichnen der Auslassschnitte für das Schneiden mit dem Kürschnermesser. Die in verschiedenen Schnittbreiten lieferbaren Rollen werden in eine Halterung mit Handgriff und Farbwalze auswechselbar eingesetzt, eine Federung drückt die Walze gegen die mit Paginierfarbe getränkte Farbrolle. Für eine umfassende Schnittanlage muss das angefeuchtete Fell vorher glatt gespannt, zumindest aber glatt gestreckt worden sein, wobei sich auch das Leder verfestigt. Zum einfacheren Nähen wird das Fellleder häufig zusätzlich mit einer Wäschestärke versteift.
- Mit der einfachen Rolle kann der Schnittwinkel individuell bestimmt werden. Dazu wird vorher der erste und der letzte Schnitt als Leitlinie auf das Fell aufgezeichnet, hierzu kann man sich eines Parallel-Messgerätes bedienen.[18] Zum präziseren Auftragen kann bei einigen Konstruktionen eine Führungsschiene benutzt werden. Die nicht bearbeitete Fellhälfte wird am zweckmäßigsten jeweils mit einer Aluminiumfolie abgedeckt.
- Mit der Winkelrolle werden die Schnitte auf beide Fellhälften gleichzeitig aufgetragen, ein vorheriges Aufzeichnen des Schnittwinkels entfällt. Zusätzlich zu den verschiedenen Schnittbreiten ist sie in mehreren Schnittwinkeln erhältlich.

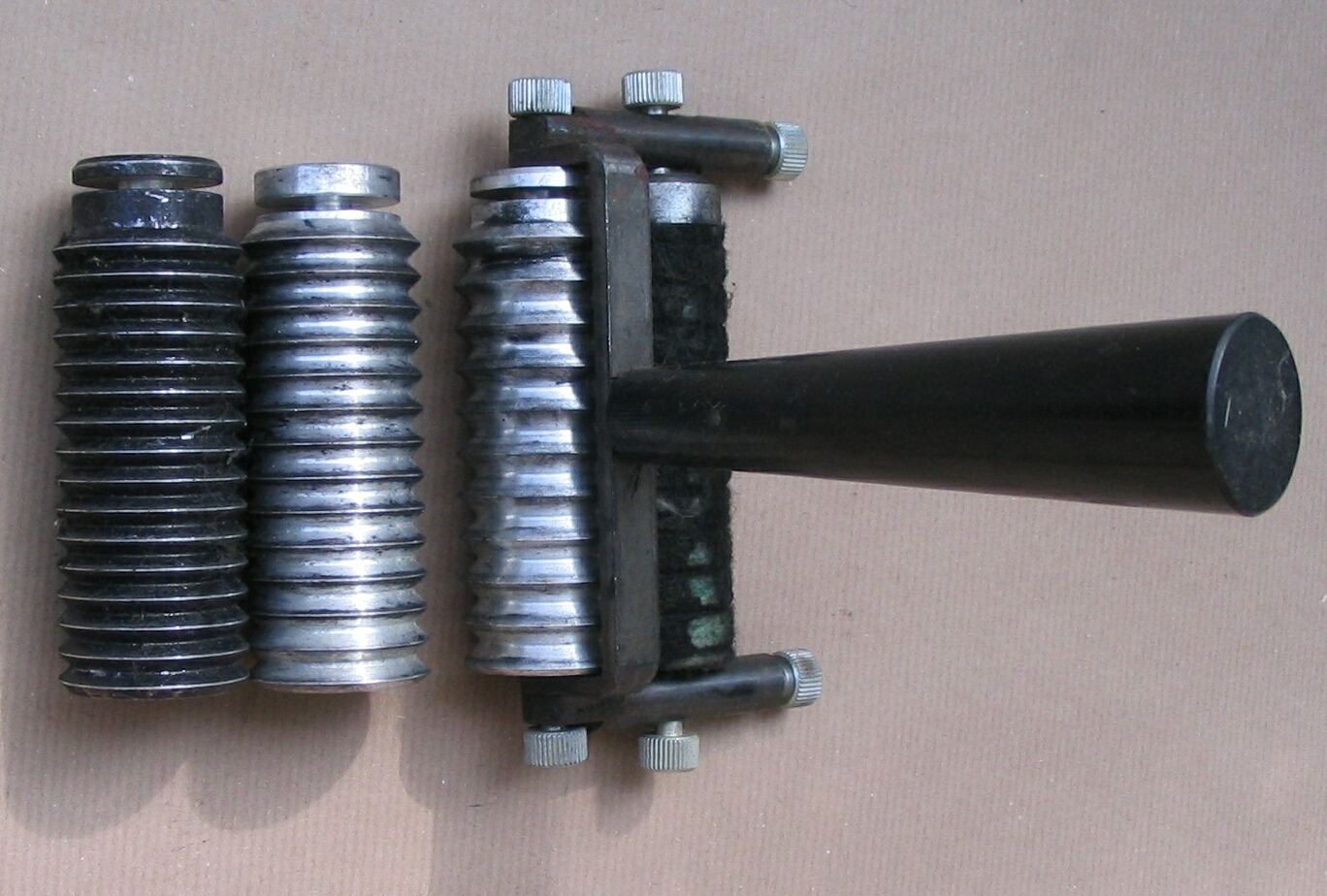
Einfache Auslassrollen
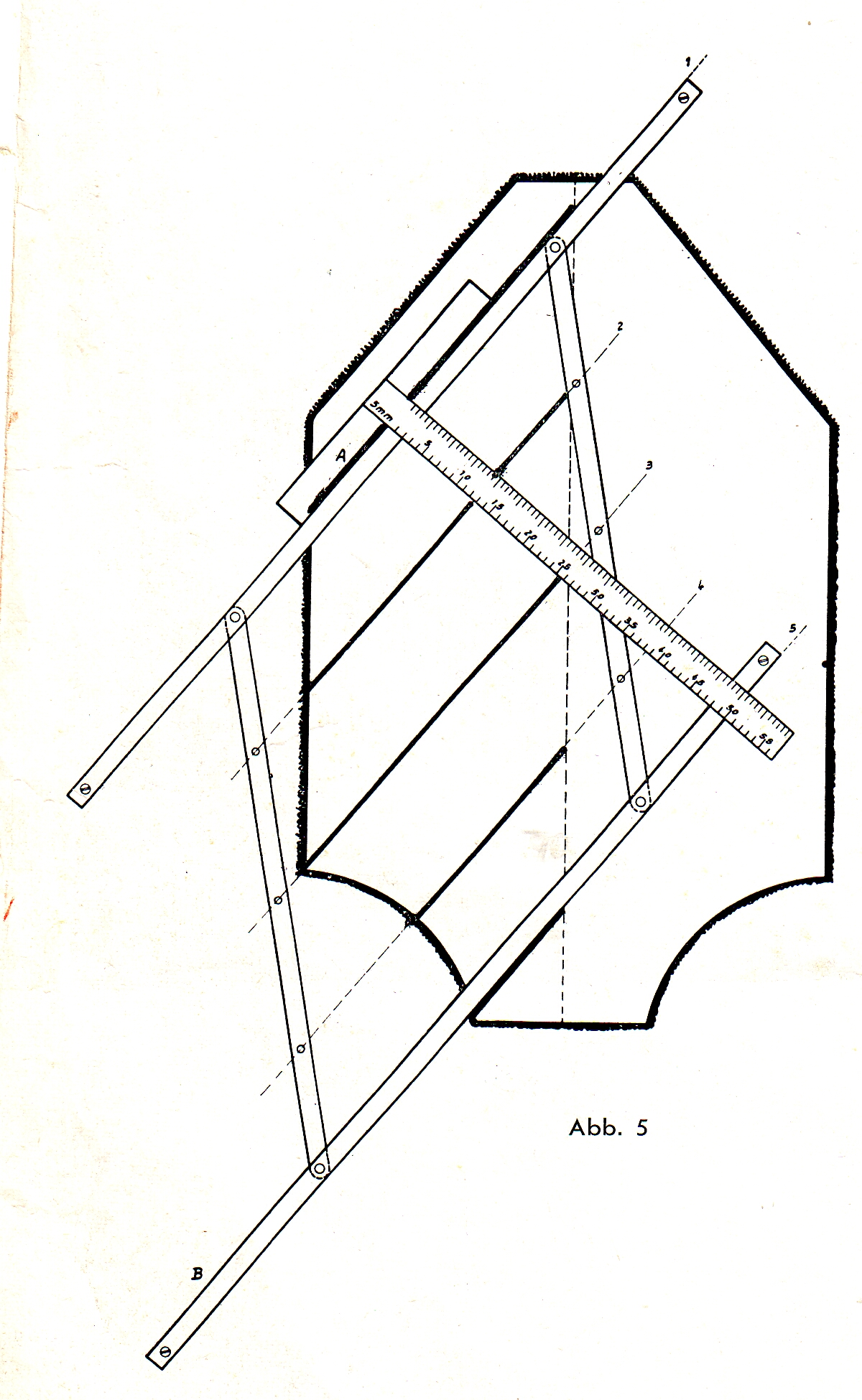
Parallel-Messgerät
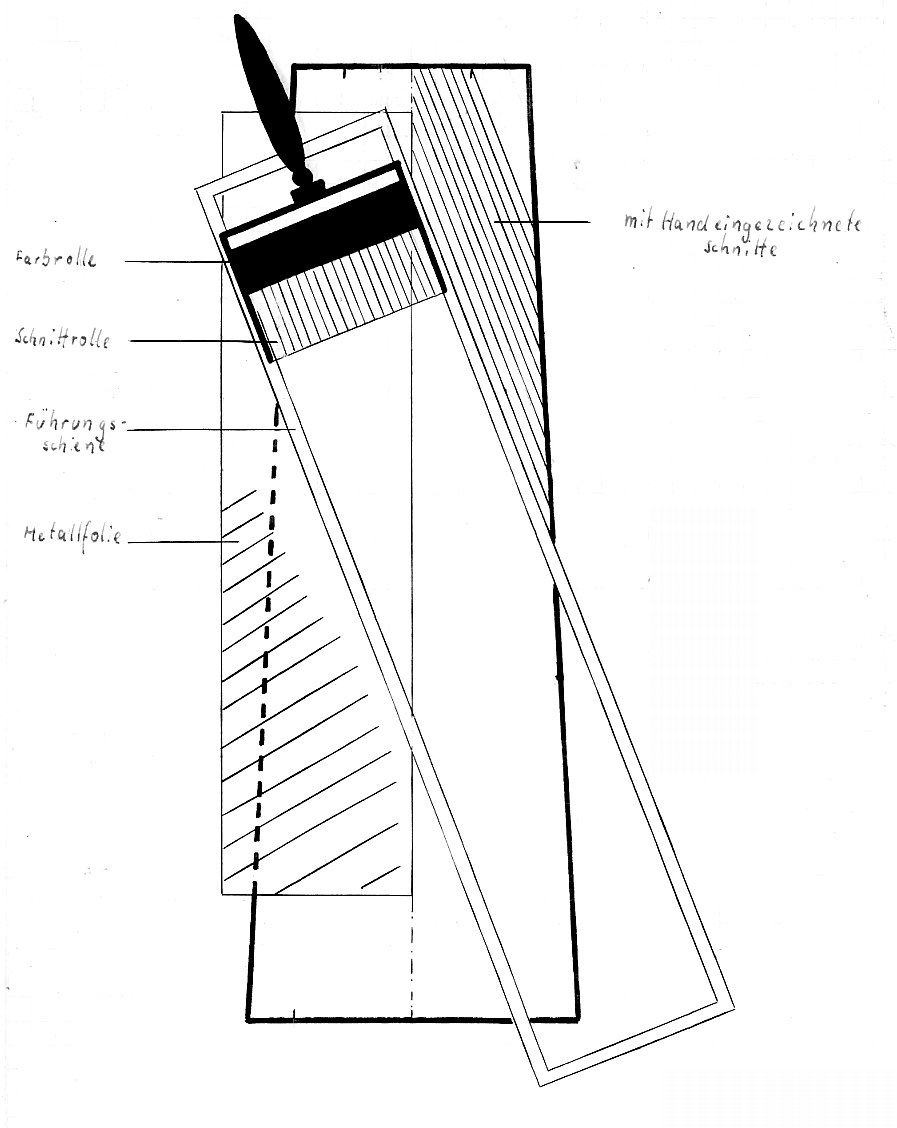
Aufrollen der Auslassschnitte
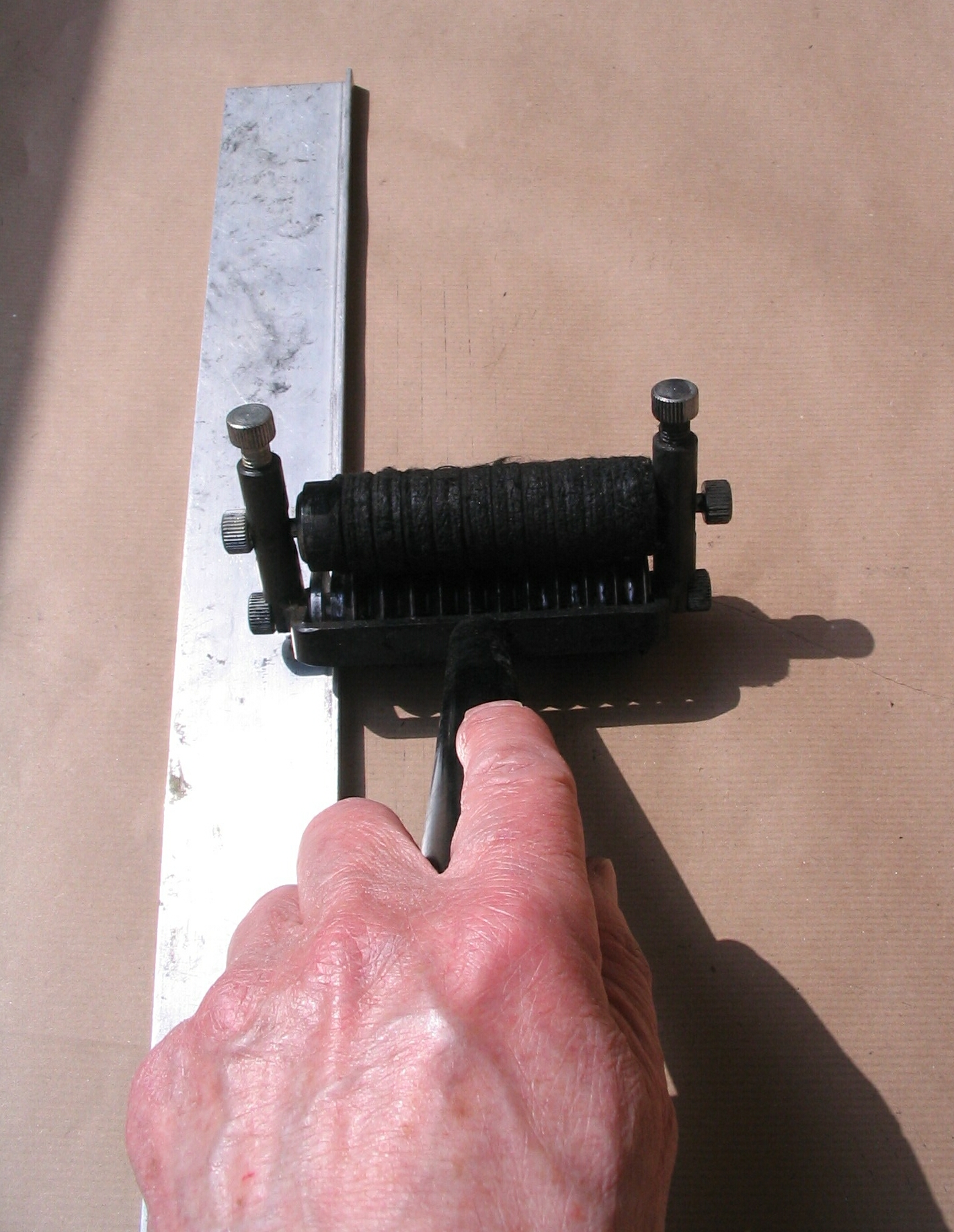
Führungsschiene (Demonstration)
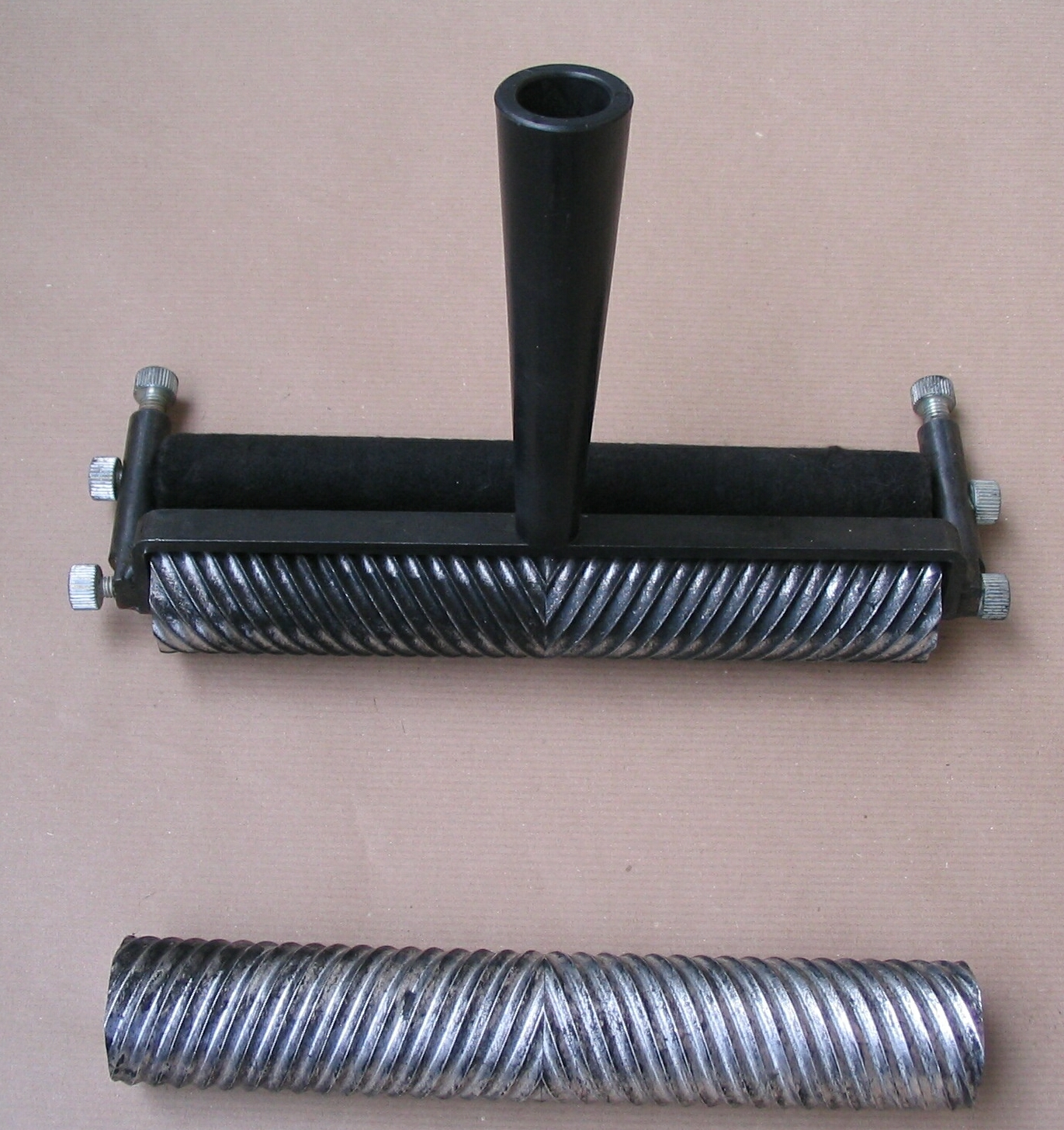
Winkelrollen

### Auslass-Schneidegeräte und -maschinen

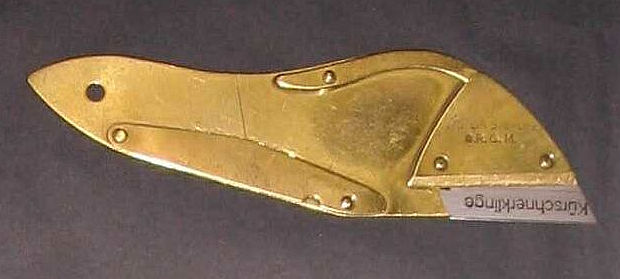
Modernes Kürschnermesser

Wichtig ist, dass beim Schneiden die Haare nicht verletzt werden dürfen. Für die derzeit überwiegend in Gebrauch befindlichen Auslass-Schneidemaschinen muss das Fell vor dem Schneiden in der Fellmitte, dem Grotzen, geteilt werden.
- Die ersten, noch meist benutzten Maschinen schneiden mit einer von einem Elektromotor angetriebenen, hochtourig rotierenden Messerwelle (bei einer Schnittbreite von vier Millimetern sind es 70 Messer).  Die in der Schnitttiefe verstellbare Welle kann aus technischen Gründen nur zwischen den doppelten Schnittbreiten gewechselt werden (zum Beispiel zwischen 4 und 8 Millimeter), die üblichen Grundschnittbreiten sind 4, 4,5, 5, 6 und 7 Millimeter.[19] Die Fellhälfte wird zum Schneiden, möglichst mit dem Kopfteil voran, von Hand in die angeschaltete Maschine einlegt, dann von einer Nadelwalze unter den Messern vorbeigeführt und auf der Gegenseite mit der Hand abgenommen, wobei Vorsicht geboten ist, dass die geschnittenen Streifen nicht erneut erfasst werden. Die Nadel- und eine Gummiwalze, die den Transport des Felles bewirken, werden mit einer Handkurbel betätigt. Gleichzeitig wird auf der Grundplatte des Arbeitstisches eine Pappe mit durchgeführt, auf die das geschnittene Fell zum Liegen kommt. Felle die breiter als die Messerwelle sind, müssen in mehreren Teilstücken geschnitten werden. Die Messer müssen von Zeit zu Zeit nachgeschliffen werden.[18]

- Die Firma Dan-Form Ltd. stellte 1991 als Neuheit eine Schneidemaschine mit eingebautem Schleifgerät her, welches das aufwändige und sonst ungenaue Nachschleifen der zahlreichen Rundmesser übernahm.[20]

- Die „Vismatic“ schneidet das Fell, ohne dass es im Grotzen geteilt werden muss. In der Fellmitte bleiben die Schnitte zusammenhängen. Der Antrieb erfolgt pneumatisch.

- Ein von dem Belgier Germain Martens im Jahr 1994 zum Patent angemeldeter Flachbettschneider schneidet die Felle ebenfalls ohne dass das Fell im Grotzen geteilt wird, aber ohne maschinellen Antrieb. Als eine weitere Besonderheit sind die Schnitte in der flacheren Kopfpartie des Nerzfelles schmaler als im raucheren Restfell. Das Scharfbleiben der Messer wurde für das Schneiden von über 2000 Felle angegeben.  Es wurden davon etwa 30 Stück, hauptsächlich nach Korea und Hongkong verkauft. Im Gegensatz zu seinem Galoniergerät, das 2013 in den Handel kam, ist es, trotz der innovativen Konstruktion, nicht weiter produziert worden.[21][22]

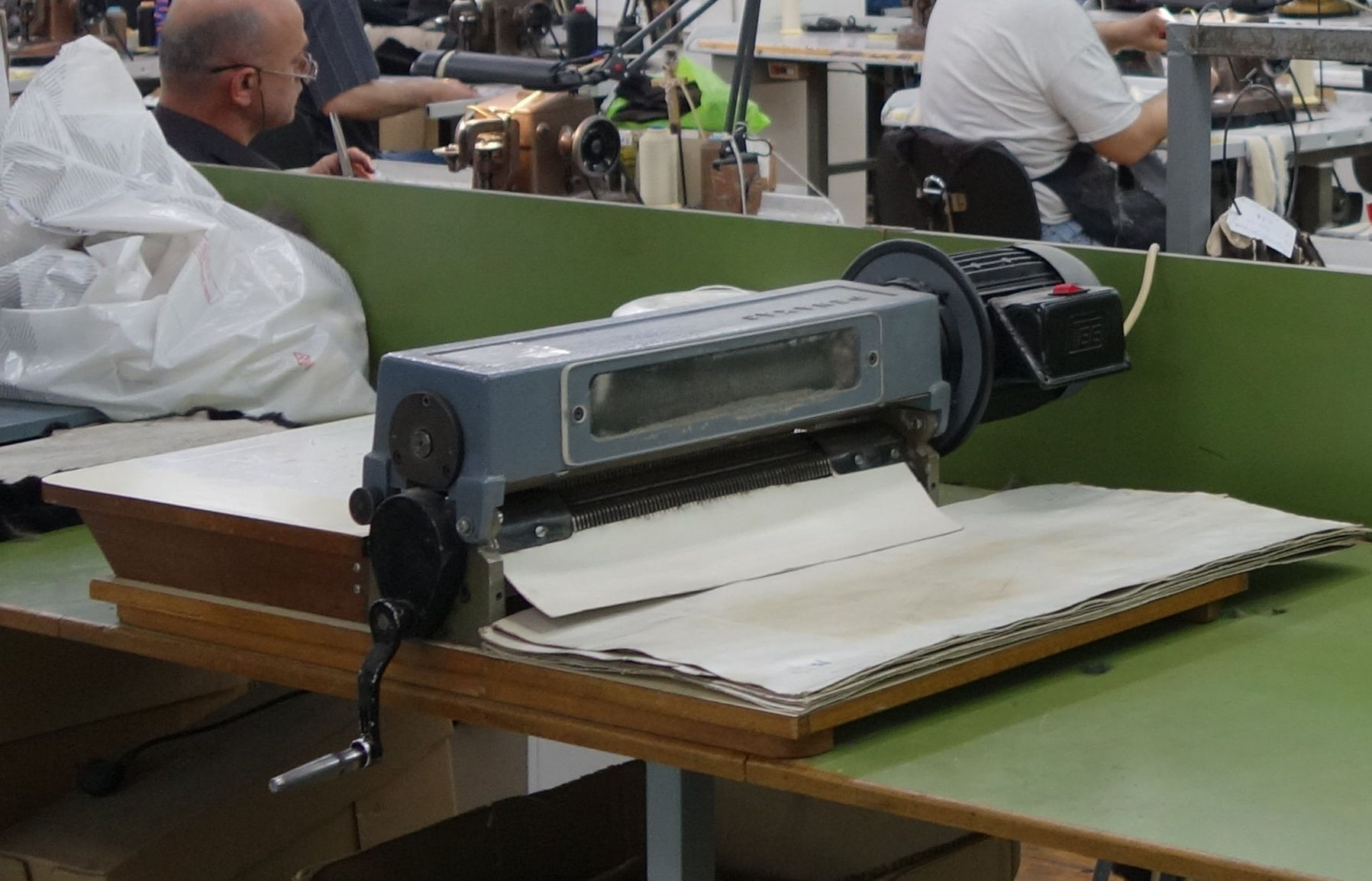
Für halbe Felle (Griechenland)
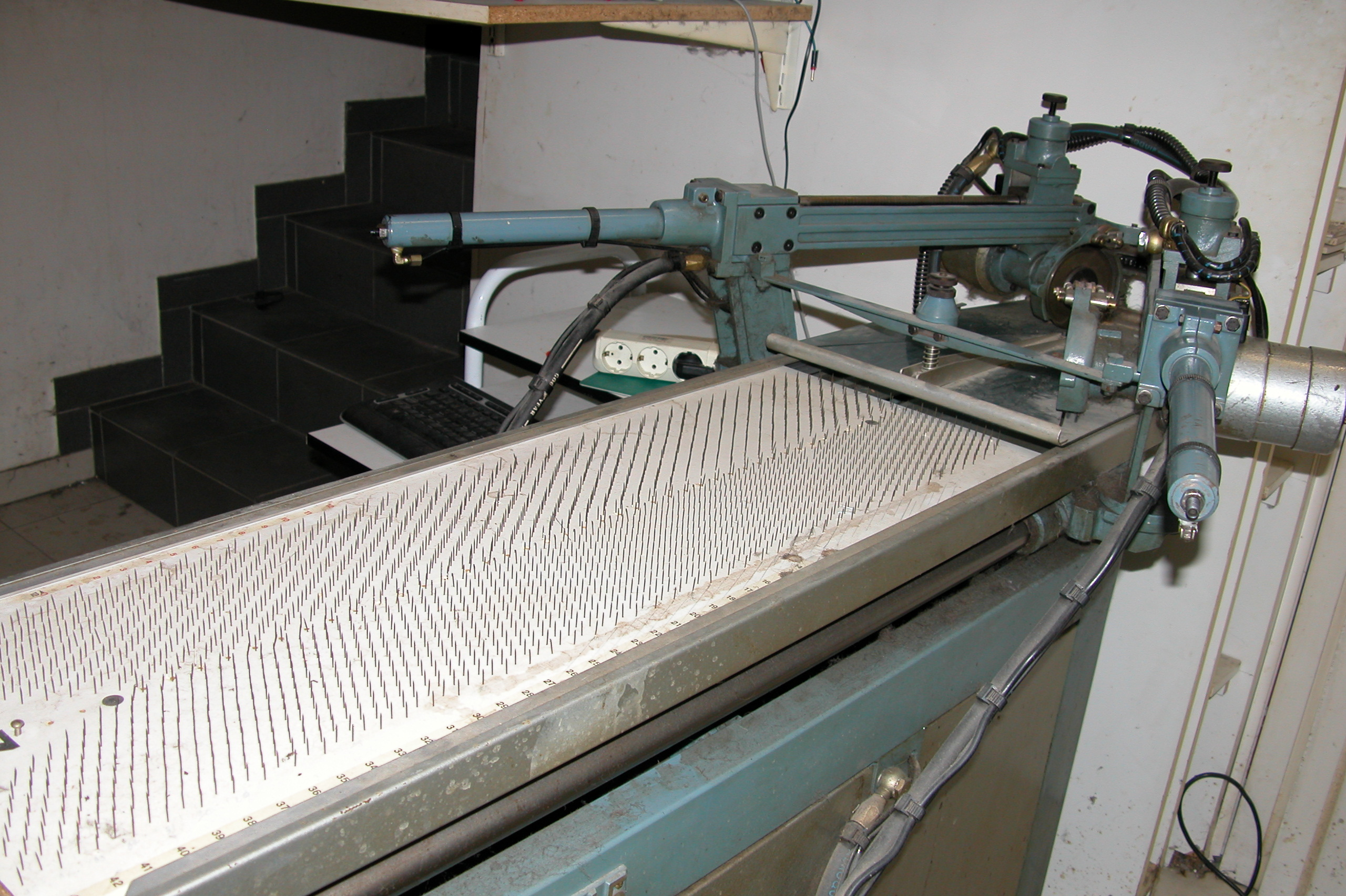
„Vismatic 45“, schneidet das Fell im Schnittwinkel, ohne dass es in der Fellmitte geteilt werden muss
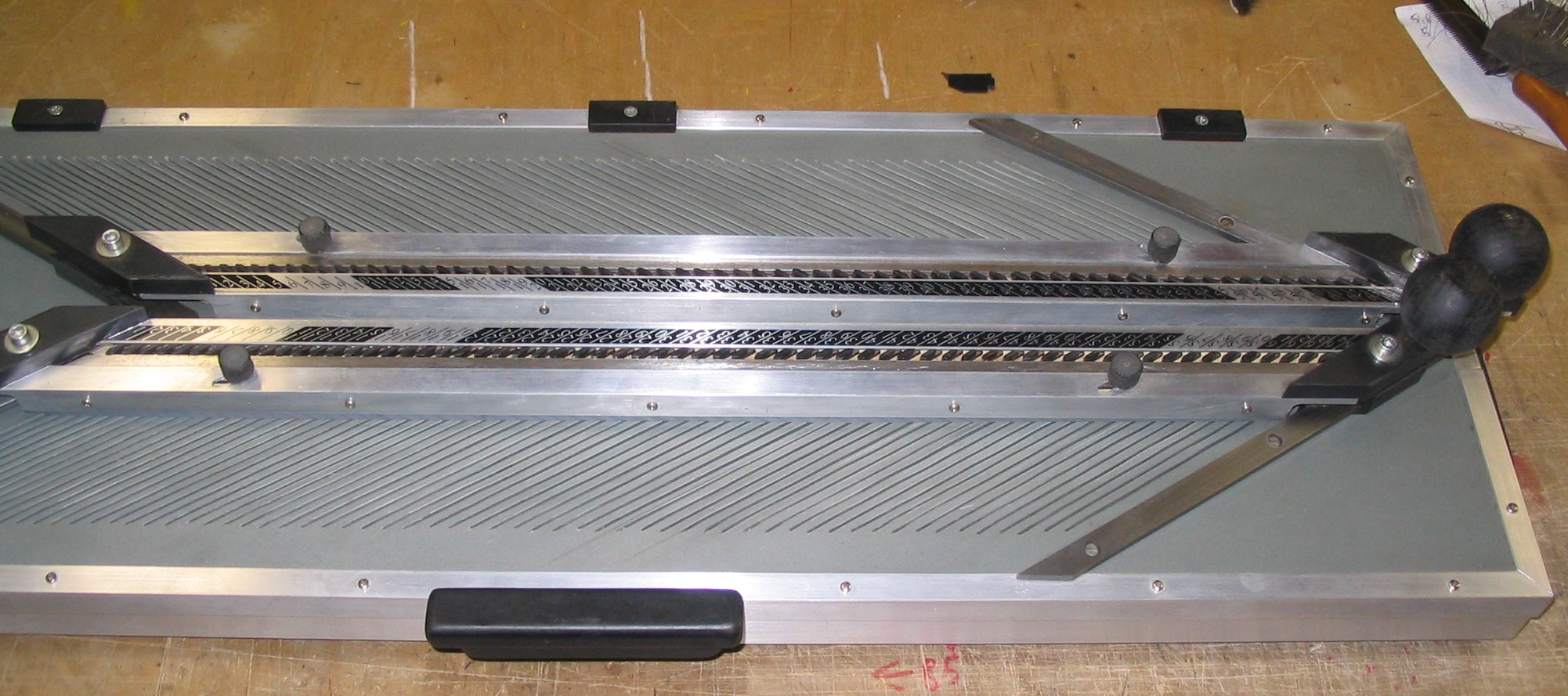
„GM – Germain Martens“, ebenfalls für ganze Felle

### Auslassmaschine
Die Auslassmaschine ist eine Konstruktion der Firma Pfaff, die den gesamten Vorgang des Schneidens in Auslassstreifen, Verschieben der Streifen und wieder zusammennähen in einem automatisierten Arbeitsgang bewältigt. Sie wurde, wohl wegen des hohen Preises, wohl nur in kleiner Stückzahl gebaut (ab 1983, Gebrauchsmusterschutzanmeldung 1981).

### Fellkanten-Beschneideeinrichtung
Die Fellkanten-Beschneideeinrichtung war ein Zusatzgerät zur Pelznähmaschine. Es wurde etwa zeitgleich mit der Auslass-Schneidemaschine ebenfalls von Pfaff vorgestellt. Mit ihr wurden die beim Auslassen entstehenden Fellecken beim Zusammennähen der ausgelassenen Streifen automatisch abgeschnitten, normalerweise eine zeitaufwändige und unangenehme Handarbeit. Ob das Gerät in größere Serienfertigung gegangen ist, scheint jedoch nicht bekannt.